# Иностранная военная интервенция в России
Иностранная военная интервенция в России (1918—1922/25) — военное вмешательство стран Согласия (Антанты) и Центральных держав (Четверного союза) в Гражданскую войну в России (1917—1922/23) на стороне Белого движения. Всего в интервенции приняли участие 14 государств.

## Предыстория военной интервенции
Сразу после Октябрьской революции, в результате которой к власти в России пришли большевики, советское правительство выпустило «Декрет о мире», которым предложило всем странам — участницам Первой мировой войны немедленно начать мирные переговоры. На этот призыв откликнулись только противники России в войне — страны Четверного союза. В результате заключённого между советским правительством и Германией перемирия на Восточном фронте Советская Россия фактически вышла из войны.
В ноябре 1917 года на совещании представителей Антанты в Румынии с командованием Румынского и Юго-Западного фронтов российской армии был выработан план вооружённого противодействия установлению Советской власти на Украине и в Бессарабии с целью не допустить выхода России из войны. После захвата большевиками Ставки Верховного главнокомандующего в Могилёве военные представители союзников перебрались оттуда в Киев, рассчитывая на сохранение до весны хотя бы украинской части российского фронта. Были установлены контакты с атаманом Калединым, а затем — с бежавшими на Дон и Кубань политическими и военными лидерами российской контрреволюции.
10 (23) декабря 1917 года на британо-французских переговорах в Париже было принято решение о разграничении зон интересов на территориях бывшей Российской империи и установлении контактов с национально-демократическими правительствами. Зоной интересов Британии были определены «казачьи и кавказские области», Армения, Грузия и Курдистан, Франции — Украина, Бессарабия и Крым. Было заявлено, что соглашение направлено исключительно против Центральных держав (Германии и её союзников); предполагалось избегать прямых столкновений с большевиками и их союзниками.

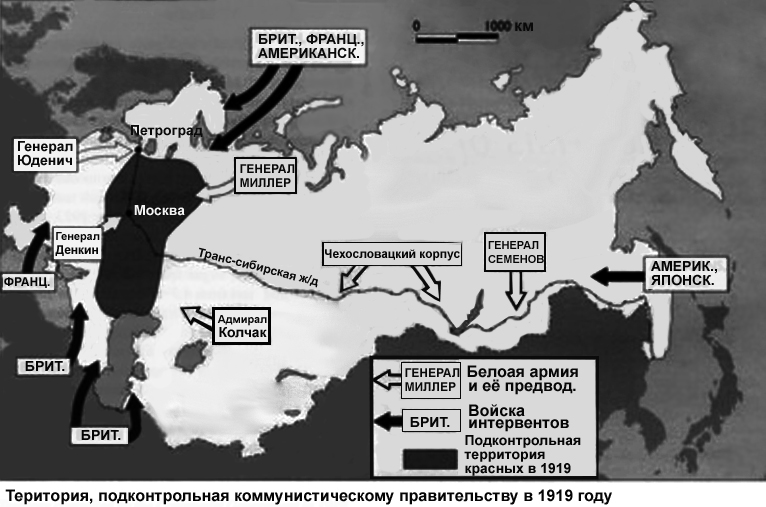
Зона, подконтрольная большевикам, и армии интервентов в 1919 году

В течение января — середины марта 1918 года румынские войска оккупировали Бессарабию. Попытка румынских войск вторгнуться в Приднестровье была отражена советскими войсками, однако начавшаяся в феврале германо-австро-венгерская интервенция на Украине и Юге России привела к оккупации Украины и Крыма. Румыния заключила соглашение с Германией, на Украине при поддержке оккупационных войск к власти пришёл гетман Скоропадский, а на Дону утвердился германский ставленник атаман Краснов.
Несмотря на враждебное отношение к большевистской революции, правительства Британии и Франции первое время были вынуждены воздерживаться от открытого провозглашения лозунга борьбы с Советской властью и придерживаться неопределённой, половинчатой и противоречивой позиции. Что касается США, то они в начальный период существования Советской власти сохраняли нейтральность в российском вопросе до выяснения обстановки. В феврале-марте 1918 года начавшееся по всему фронту наступление австро-венгерско-германских войск и последовавшее подписание Брестского мира оживило интервенционистские устремления Антанты и её союзников; в качестве аргумента было выдвинуто положение о необходимости создания противогерманского фронта на территории России независимо от участия в нём советского правительства. В частности, Япония предложила США и союзникам начать совместные военные действия в Сибири в целях спасения значительных военных запасов, сосредоточенных во Владивостоке. Предложение Японии, подразумевавшее претензию на полную свободу действий в Сибири и захват Сибирской магистрали, наткнулось на энергичное противодействие США, которые с недоброжелательством следили за стремлением Японии упрочить своё влияние на Азиатском континенте. Этой точки зрения президент США Вудро Вильсон упорно придерживался в течение последующих шести месяцев, а когда под давлением дипломатии Антанты, тех кто ей помогал и общественного мнения своей страны был вынужден согласиться на интервенцию, он допустил участие в ней американских войск главным образом для скрытого противовеса Японии, Франции и Британии.
Результатом подготовки Японии к активному выступлению в Сибири явилось появление на дальневосточной границе России формирований атамана Семёнова. 25 марта Япония добилась согласия Китая на интервенцию в Сибири в случае, «если враждебное влияние проникнет в Сибирь». Это соглашение развязывало Японии руки для действий в Маньчжурии и Сибири. 5 апреля во Владивостоке был высажен японский десант. Тем временем иностранные миссии в Европейской России усиленно занимались вопросами подготовки и поддержки внутренних контрреволюционных сил — прежде всего, на Дону и в Центральной России — для свержения советского правительства.
Резкий поворот во взаимоотношениях Антанты с советским правительством наметился во второй половине мая. Главную роль в этом сыграл французский посол Нуланс. Совместно с эсерами французская миссия к этому времени разработала план создания Волжского контрреволюционного фронта, одним из звеньев которого был захват Ярославля. Союзные войска должны были захватить Вологду и, опираясь на Ярославль, могли угрожать Москве. Предполагалось, что в Рыбинске, Ярославле, Владимире и Муроме одновременно выступят тайные офицерские организации и произойдёт выступление Чехословацкого корпуса.
Чехословацкий корпус поднял открытое восстание против Советской власти в конце мая. 4 июня союзные представители ультимативно заявили, что будут рассматривать попытки разоружения Чехословацкого корпуса как враждебный акт против союзников. В течение июня — июля французское правительство продолжало обрабатывать прочие державы Антанты в пользу самой широкой интервенции. Особенно упорно этой идее сопротивлялся президент США Вудро Вильсон, который дал своё согласие лишь после того, как дипломатия Англии и Франции решила договориться непосредственно с Японией. США не могли позволить Японии вести самостоятельную политику в Сибири.
6 июля чехословацкие отряды в результате уличных боёв с советскими отрядами захватили Владивосток. На их стороне выступили и союзные отряды, высаженные с судов, так что этот день можно считать началом открытой и активной интервенции. Юридически интервенция была оформлена уже после отъезда миссий Антанты из Вологды и их прибытия на Мурманское побережье. В декларации правительства США от 5 августа говорилось, что их вмешательство имеет целью лишь помочь чехословакам, которым якобы угрожает нападение со стороны вооружённых австро-германских военнопленных. В соответствующих декларациях британского и французского правительств от 22 августа и 19 сентября 1918 года главной целью интервенции было названо желание спасти Россию от раздела и гибели, грозящих ей от рук Германии и её союзников, которые стремятся поработить российский народ и использовать для себя его неисчислимые богатства.

## Интервенция Центральных держав

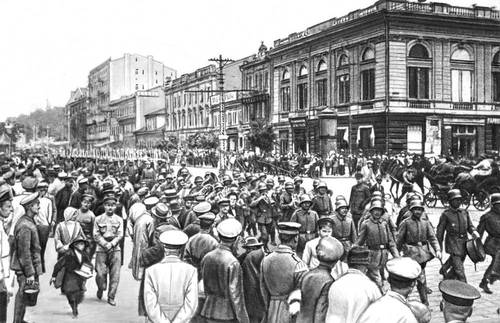
Германские интервенты вступают в Киев. 1 марта 1918.

Территория, оккупированная войсками Германии после заключения Брестского мира

В феврале—мае 1918 года войсками Германии, Австро-Венгрии и Османской империи были оккупированы Финляндия, Прибалтика, Белоруссия, Украина, часть прилегающих российских территорий, Крым, Грузия и Армения. В результате Брестского мира от России была отторгнута территория площадью 780 тыс. км². с населением 56 миллионов человек (треть населения Российской империи), на которой находились (до революции): 27 % обрабатываемой сельскохозяйственной земли, 26 % всей железнодорожной сети, 33 % текстильной промышленности, выплавлялось 73 % железа и стали, добывалось 89 % каменного угля и производилось 90 % сахара, располагались 918 текстильных фабрик, 574 пивоваренных завода, 133 табачных фабрики, 1685 винокуренных заводов, 244 химических предприятия, 615 целлюлозных фабрик, 1073 машиностроительных завода и проживало 40 % промышленных рабочих.
Оккупация Украины чрезвычайно расширила экономическую базу Центральных держав, особенно Германии, и обеспечила им выгодные стратегические фланговые позиции на случай возрождения, под влиянием усилий Антанты, нового противогерманского Восточного фронта. Германия, признавая советское правительство, в то же время оказывала поддержку контрреволюционным организациям и группировкам, что в сильной степени затрудняло положение Советской России. Немцы ликвидировали советскую власть в Прибалтике и на Украине, прекратили в апреле 1918 года существование Социалистической советской республики Тавриды в Крыму, оказывали помощь «белофиннам» и содействовали формированию очага Белого движения на Дону. Прогерманских позиций придерживался атаман Всевеликого Войска Донского Краснов. Обсуждался проект объединения на федеративных началах Украинской Державы гетмана Скоропадского, Всевеликого Войска Донского и Кубанской Народной Республики.
Германские оккупационные войска на Восточном фронте насчитывали около 1,045 млн чел., что составляло более 20 % всех сил Германии, турецкие — около 30 тыс.чел. Оставление значительных оккупационных сил на востоке уже после заключения Брестского мира считается стратегической ошибкой германского командования, ставшей одной из причин поражения Германии в Первой мировой войне.
После поражения Германии в войне, в соответствии с секретным протоколом к Компьенскому перемирию от 11 ноября 1918 года, германские войска должны были оставаться на территории России до прибытия войск Антанты, однако ввиду полного разложения вынуждены были покинуть оккупированные территории в срочном порядке, при этом освобождаемые территории начала занимать Красная армия и Украинская советская армия, и только в некоторых пунктах (Севастополь, Одесса) германские войска были заменены войсками Антанты.
С осени 1918 года Германия перестала играть какую-либо заметную роль во внешнем окружении Советской России. Поддержка ею контрреволюционных организаций в виде добровольческого корпуса фон дер Гольца преследовала ограниченную цель — сохранить своё влияние в Прибалтике и обеспечить свои границы от надвигающейся волны большевизма. Однако уже летом 1919 года Германия предлагала Антанте присоединиться к своей борьбе против России в обмен на пересмотр и смягчение условий Версальского мирного договора. Эти предложения были, однако, отвергнуты, и осенью того же года Германия отказалась от участия в блокаде Советской России, объявленной Антантой.
В 1920 году Германия придерживалась полнейшего нейтралитета в Польско-советской войне. В дальнейшем Германия и РСФСР пришли к восстановлению нормальных отношений, закреплённых Рапалльским договором 16 апреля 1922 года.

### Центральные державы и их союзники, принявшие участие в интервенции
- Германская империя — Украина, часть Европейской России, Грузия (1918 — начало 1919), Прибалтика — до конца 1919;
- Австро-Венгерская империя — Украина (1918);
- Османская империя — Закавказье (1918);
- Финляндия — территория Российской Карелии (1918—1920).

## Интервенция Антанты и её союзников в Россию

### Список держав Антанты и их союзников, принявших участие в интервенции

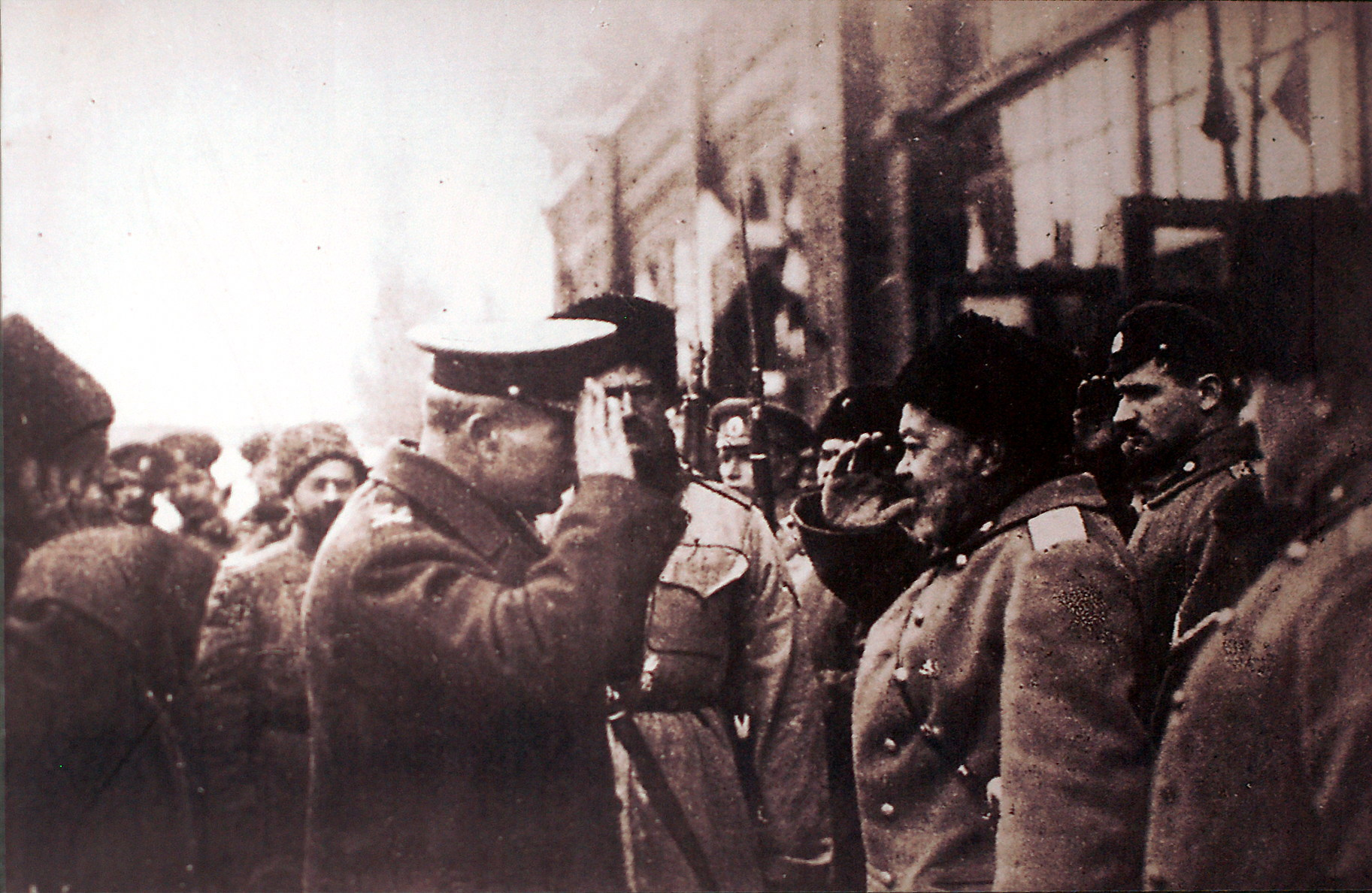
Британский генерал Ф. Пуль и генерал Карцов В. А. (3 декабря 1918 года)

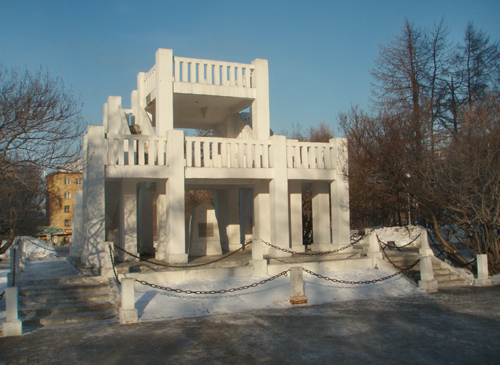
Памятник Жертвам интервенции (Мурманск)

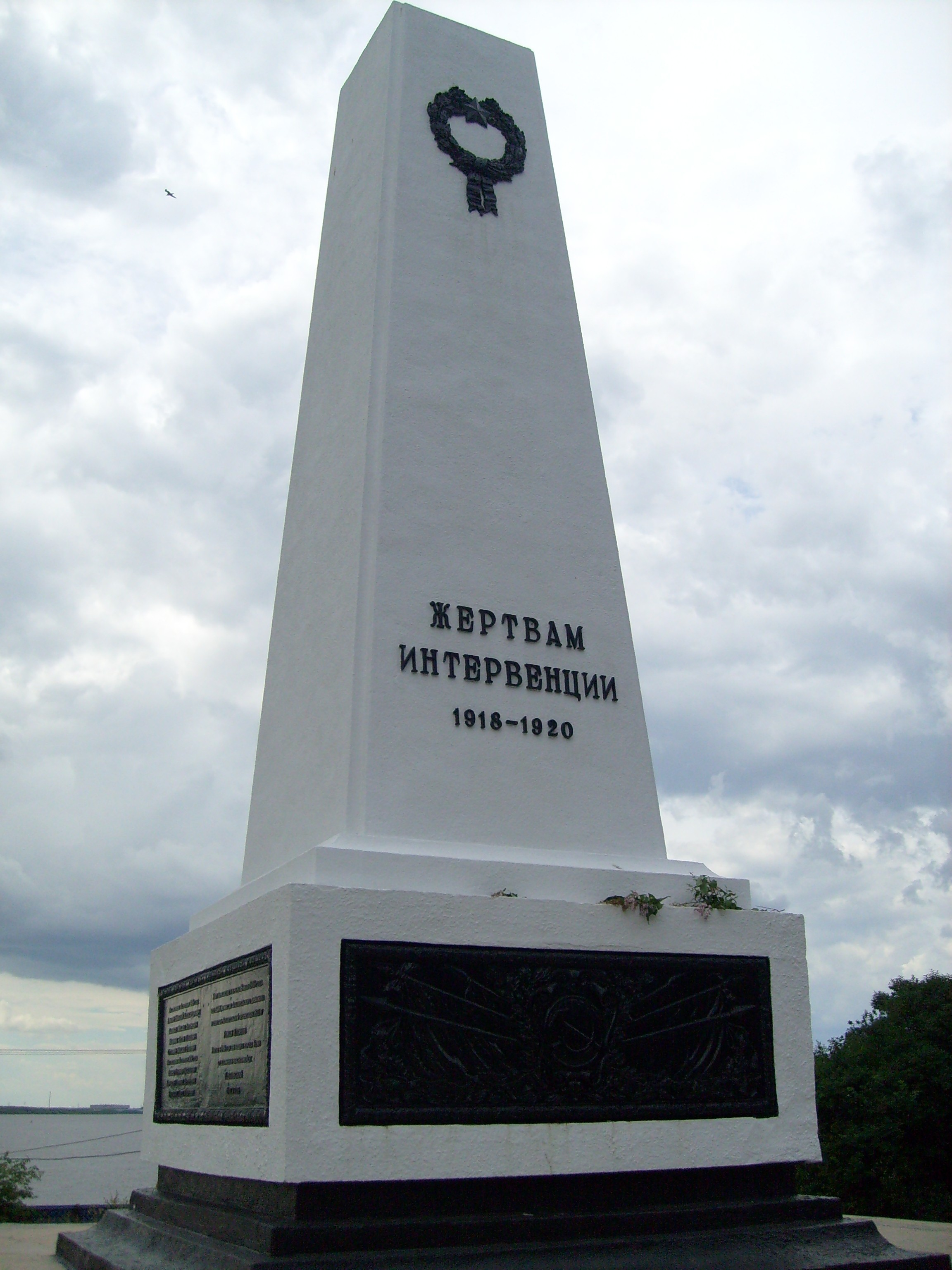
Монумент жертвам интервенции 1918—1920, Архангельск

- Британская империя — СПСР (Силы поддержки Северной России) численностью до 28 тысяч чел (эвакуированы в июне—сентябре 1919 года), военная миссия, Южно-Русский танковый отряд и 47-я эскадрилья при Вооружённых силах Юга России, также — интервенция в Закавказье (Грузия).
  - с марта 1918 — Мурманск
  - с августа 1918 — Архангельск
  - с конца 1918 — Балтийское море — 6-я британская лёгкая крейсерская эскадра Эдвина Александера-Синклера, заменённая в январе 1919 года 1-й эскадрой лёгких крейсеров контр-адмирала Кована
  - с июля до ноября 1919 — Ревель, Нарва (Добровольческий учебный танковый отряд)
  - Севастополь (с декабря 1918), Новороссийск (12—26 марта 1920) — британская военная миссия при ВСЮР, Южно-Русский танковый отряд (с 12 апреля 1919 в Батуме, затем Екатериноград, Царицын, Новороссийск, Крым; выведены 28 июня 1920), 47-я эскадрилья (Царицын, Крым, март 1919 — март 1920).
  - Чёрное море — 6 линейных кораблей, 1 гидрокрейсер и 13 эсминцев (1920)
  - Каспийское море — 11 боевых кораблей и 12 береговых катеров-истребителей (1920)
  - Закавказье (с августа 1918 Баку, с декабря 1918 Батуми, затем Красноводск, Петровск, Шуша, Джульфа, Эривани, Карс и Гагры). Выведены в июле 1920.
  - Владивосток — с апреля 1918 (25-й батальон Собственного герцога Кембриджского Миддлсекского полка в 829 чел. и другие части).
- Британские колонии и доминионы:
  -  Австралия — с октября 1918 Архангельск, Мурманск (выведены 11 июня 1919) 4000 солдат.
  -  Канада — с октября 1918 Архангельск, Мурманск 500 артиллеристов (выведены 11 июня 1919), Сибирь 3500-4000 солдат (выведены апрель 1919).
  -  Индия — батальоны Месопотамских экспедиционных сил, Закавказье 1919—1920.
- США — с августа 1918 по сентябрь 1919 года. 339 пехотный полк США в составе союзных сил участвовал в боях с Красной Армией зимой 1918 −1919 гг., потеряв в боях убитыми 144, ранеными 305, умершими от ран 81 и 19 в результате несчастных случаев.[8] По соглашению между интервентами охраняли Транссиб на участках от Мысовска до Верхнеудинска и от Имана до Владивостока (выведены январь-март 1920). Общая численность американских войск на Севере России до 6000 человек, в Сибири до 9000 человек.
- Франция — с марта 1918 север России (крейсер «Адмирал Об»), участие французских артиллеристов в составе команды бронепоезда Мурманско-Петроградской железной дороги.
  - С августа 1918 — высадка в Архангельске, участие в СПСР, до 1 октября 1919 эвакуированы.
  - Юг России (Одесса, Херсон, Севастополь) ноябрь 1918 — апрель 1919.
  - Сибирь — Сибирский колониальный пехотный батальон и Сибирская батарея колониальной артиллерии.
- Колониальные французские войска (Одесса, ноябрь 1918 — апрель 1919) — 4-й африканский конно-егерский полк, 21-й полк туземных стрелков, 10-й полк алжирских стрелков, 9-й батальон 8-го полка алжирских стрелков, 1-й маршевый индокитайский батальон; Севастополь — 129-й батальон сенегальских стрелков.
- Италия —
  - Участие в СПСР (Мурманск), сентябрь 1919 — август 1919. 2000 солдат
  - Сибирь и Дальний Восток — ноябрь 1918 — август 1919 (Иркутск, Красноярск). В целом на всех театрах Италия направила в Россию солдат и офицеров.[9]
- Греция —
  - с начала 1919 до апреля 1919 (Одесса). Около 2000 чел.
  - Чёрное море ноябрь 1918 — март 1920 2 линейных корабля, 1 линейный крейсер, 8 эсминцев, 1 госпитальное судно и 1 транспорт
- Румыния — оккупация Бессарабии в начале 1918
- Республика Польша — контингент в составе СПСР (Мурманский отряд) (1918—1919),

Советско-польская война 1919—1920 (Войско польское, подпольная «Польская военная организация»)
- Япония — Владивосток, участок Транссиба от Верхнеудинска до Хабаровска и Имана, Северный Сахалин с апреля 1918. Выведены в 1921 году (с Северного Сахалина — 15 мая 1925). Две дивизии численностью примерно 28 000 штыков. Помимо частей регулярной армии, после начала интервенции были сформированы вооружённые отряды из «резидентов» — проживавших в Сибири этнических японцев (в частности, в Благовещенске-на-Амуре был создан отряд численностью более 300 чел., действовавший под командованием японских офицеров)[10].
- Китайская Республика
  - Дальний Восток — бронепалубный крейсер II ранга «Хайжун» (海容) под командованием коммодора Линь Цзянчжана (林建章), части 33-го пехотного полка 9-й пехотной дивизии под командованием Сун Хуаньчжана (宋焕章), подразделения охраны и отряды пограничников
  - Забайкалье — «бригада Ханя» (подчинена японцам).
  - Архангельск и Мурманск 1918—1919 — китайский батальон
  - Китайские войска заняли Тыву, Забайкальск и Иркутск[11]
  - Владивосток (1600 солдат и 700 человек обслуживания)[12].
- Также в составе СПСР находились:  сербский батальон, финские Карельский легион (Карельский полк) и Финский Мурманский легион (соответствовавший бригаде), датский добровольческий батальон (800 штыков).

### Цели интервентов

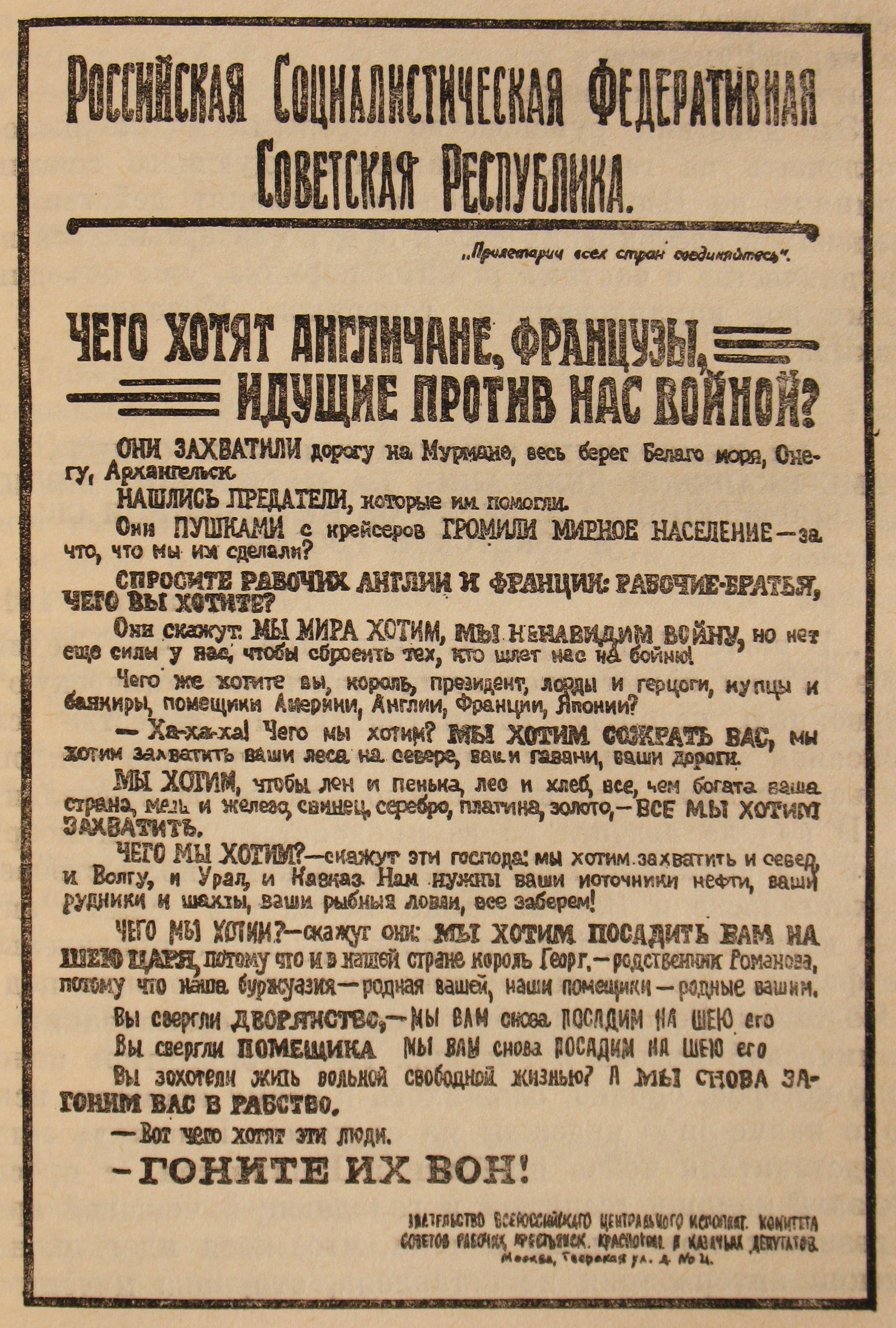
Пропагандистская листовка РСФСР против интервенции, где ей приписываются цели захватить ресурсы и восстановить дореволюционный порядок. 1918

Курс на свержение большевиков силой в среде руководителей Антанты не обрёл чётких очертаний. В работе «Системная история международных отношений» под редакцией А. Д. Богатурова приводится следующая оценка:
Франция занимала в этом вопросе более жёсткую позицию, но Великобритания проявляла осторожность, подчёркивая категорическую невозможность оккупации и завоевания России. Сдержанно вели себя и Соединённые Штаты. Интервенция была скорее средством напугать большевиков и заставить их вести переговоры на условиях Антанты, чем инструментом изменения политического строя, который к тому же не заявил о себе ничем особенным, кроме безоговорочного желания удержать власть …
Александр Шубин пишет, что среди политиков Великобритании были различные мнения касательно интервенции: так, такие государственные деятели, как Черчилль, Гардинг и Бьюкенен, открыто выступали за восстановление «единой и неделимой России» в границах Российской империи за исключением признания независимости Польши и Финляндии, которые в составе империи автономный статус, в то время как Керзон, Милнер, О. Чемберлен и Сесил считали, что косвенная финансовая и материальная поддержка национальных государств, возникших на территории бывшей империи, больше отвечает целям Великобритании, население которой устало нести на своих плечах основное бремя военных расходов и людских жертв. По их мнению, Россию было необходимо раздробить на ряд небольших государств, или на её границах, как восточных, так и западных, создать лимитрофные образования, чтоб остановить распространение «„большевистской заразы“ на Запад и Восток». Лейбористы вообще выступали против интервенции. При этом историки, оценки которых приведены ниже, пишут, что Великобритания и Антанта однозначно придерживались мнения Керзона и стремились к «расчленению России».
В своей внешнеполитической деятельности А. И. Деникин, А. В. Колчак и другие делали ставку на построение союзнических взаимоотношений с Британией, Францией, позднее — с США и Японией, стремились к выполнению обязательств перед Антантой и её союзниками, принятых ещё в годы Первой мировой войны (например, к воссозданию противогерманского и противобольшевистского Восточного фронта), и ожидали того, что считали адекватным ответным шагом в деле восстановления в России «законного порядка» и её «территориальной целостности»; государства Антанты пообещали им содействие.
Н. С. Кирмель пишет, что установление плотных взаимоотношений между белыми правительствами и Антантой ознаменовало одновременно и начало разногласий между белыми и Союзниками, так как помощь определялась не моральными обязательствами или симпатиями, а прежде всего «национальными интересами», и в первую очередь экономическими. Кирмель утверждает, что «сейчас уже установлено, что в основе „помощи“ белым правительствам лежало не только стремление предотвратить расползание революции по всему миру и не допустить многомиллиардных потерь от проведённой советской властью национализации имущества, но по возможности ослабить страну как экономического и политического конкурента путём расчленения на ряд самостоятельных государственных образований». Н. А. Нарочницкая утверждает, что государства Антанты не стремились ликвидировать большевизм и помочь белым, а действовали исходя из «геополитических и военно-стратегических» побуждений, что «политика Антанты явилась образцом неблагородства… и отразила отношение к ней <России> как к добыче для расхищения», «что и объясняет попеременное сотрудничество или партнёрство то с Красной армией против белой, то наоборот, закончившееся в целом предательством Антантой именно Белой армии»; Кирмель добавляет, что «курс союзников, прежде всего Англии, свёлся к отсечению от России молодых государственных образований в Прибалтике и Закавказье под флагом образования так называемого „санитарного кордона“ вокруг РСФСР», сразу же после чего, как он утверждает, они полностью перестали поддерживать белых и «пошли на соглашение с правительством Ленина», и в связи с чем Врангель, «научившись на неудачном опыте своих предшественников», не только опирался на помощь Франции, но и не исключал контактов с Германией и «разными геополитическими силами». Кирмель утверждает, что интервенты поддерживали белых «ровно настолько, чтобы белым не хватило сил для полной победы над красными» из-за враждебности к белогвардейскому лозунгу «Единой и Неделимой России», и приводит оценку генерал-квартирмейстера военного представительства Русской армии при союзных правительствах полковника Щербачёва, согласно которой «Россия должна быть
раздробленной и слабой», чтоб «распоряжаться самовластно» рынками и сырьём, что стремление к «расчленению России» якобы «проскользнуло» в речи Ллойд Джорджа.

### Интервенция в европейской части России
В конце февраля 1918 года британский контр-адмирал Кемп предложил Мурманскому Совету высадить в Мурманске британские войска для защиты города и железной дороги от возможных нападений немцев и белофиннов. Троцкий, занимавший пост наркома иностранных дел, дал указание принять помощь союзников.
В результате, сразу после заключения Брестского мирного договора, Мурманский Совет заключил соглашение с союзниками о военной помощи, и 6 марта отряд английских морских пехотинцев в количестве 170 человек с двумя орудиями высадился в Мурманске с английского линейного корабля «Глори». На следующий день на мурманском рейде появился английский крейсер «Кокрен», 18 марта — французский крейсер «Адмирал Об», а 27 мая — американский крейсер «Олимпия». В марте 1918 года в Мурманске высадились также французы.

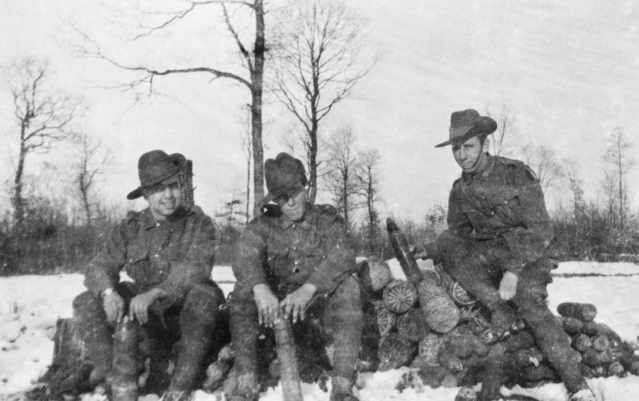
Австралийские добровольцы на Русском Севере.

15−16 марта 1918 в Лондоне состоялась военная конференция Антанты, на которой обсуждался вопрос об интервенции. В условиях начавшегося немецкого наступления на Западном фронте было решено пока не направлять в Россию крупных сил, однако уже в июне в Мурманске в дополнение к уже существующему контингенту высадились ещё 1,5 тысячи британских и 100 американских солдат.
27 июня в Мурманске высадился британский десант уже в количестве 2 тыс. человек. Представители Антанты склонили на свою сторону президиум большевистского Мурманского Совета (исполняющий обязанности председателя — Алексей Юрьев), который за финансовую поддержку и доставку продовольствия обещал не препятствовать формированию белогвардейских частей и содействовать занятию края войсками союзников.
1 июля постановлением Совнаркома Юрьев был объявлен «врагом народа». Сам Юрьев впоследствии (в 1920 году) был осуждён ревтрибуналом «за преступную сдачу Мурманска» к расстрелу с заменой на 10 лет лагерей, но был досрочно освобождён в 1922 году.
В августе 1918 года американцы, англичане и французы заняли Архангельск. После эвакуации советских войск из Архангельска там к власти пришло военное правительство во главе с ротмистром Берсом — командиром Беломорского конно-горского полка (собранного из подразделений бывшей «туземной дивизии»), которое передало свои полномочия Верховному управлению Северной области, в котором прочные позиции занимали эсеры во главе с Н. В. Чайковским. Был образован Северный антибольшевистский фронт под общим командованием капитана первого ранга Г. Е. Чаплина.
Все силы интервентов на Севере находились под британским командованием. Командующим с мая по ноябрь 1918 года был генерал-майор Ф. Пуль, а с 17 ноября 1918 года по 14 ноября 1919 года — бригадный генерал Э. Айронсайд.
Военная обстановка, сложившаяся в результате военного разгрома Германии и её союзников в октябре — ноябре 1918 года, открывала новые возможности для расширения интервенции со стороны Франции в заявленной ею сфере интересов — Южной России и Украине. В середине ноября 1918 года Англия и Франция издали новую декларацию, в которой прямо заявили о своём вступлении в Россию для «поддержания порядка» и для «освобождения» её от «узурпаторов-большевиков». Ещё 27 октября глава французского правительства Клемансо известил французского главнокомандующего союзными армиями на Ближнем Востоке генерала Л. Франше д’Эспере о принятом «плане экономического изолирования большевизма в России в целях вызвать его падение». В том же письме было предложено разработать план создания базы союзных войск в Одессе.
В планах организаторов интервенции Юг России рассматривался как наиболее важный в экономическом и военном отношении плацдарм для организации последующего наступления на центральные районы Советской России силами белых армий.
Для осуществления интервенции на юге России первоначально предлагалось задействовать 12 франко-греческих дивизий. Этот замысел, однако, был сорван в силу ряда объективных причин, в первую очередь из-за неустойчивости внутреннего положения в самой Европе и волнений во многих французских частях.
В ночь с 15 на 16 ноября 1918 года союзный флот из состава ВМС Англии, Франции, Италии, Греции под командованием французского вице-адмирала Амета вошёл в Чёрное море. В течение ноября-декабря 1918 года десантные части интервентов захватили Новороссийск (23 ноября), Севастополь (24 ноября), Одессу (26-28 ноября), Феодосию (14 декабря), Евпаторию, Ялту, Керчь. Небольшой охранный отряд Антанты был послан в Симферополь.
Начиная с ноября Севастополь стал главной базой интервентов, где расположилось морское и сухопутное командование войсками Антанты. В Крыму была проведена полная ликвидация немецкого оккупационного режима, из Крыма были спешно выведены все немецкие гарнизоны, Германия передала странам Антанты часть Черноморского флота.
В конце января — начале февраля 1919 года войска Антанты взяли под свой контроль Херсон и Николаев.

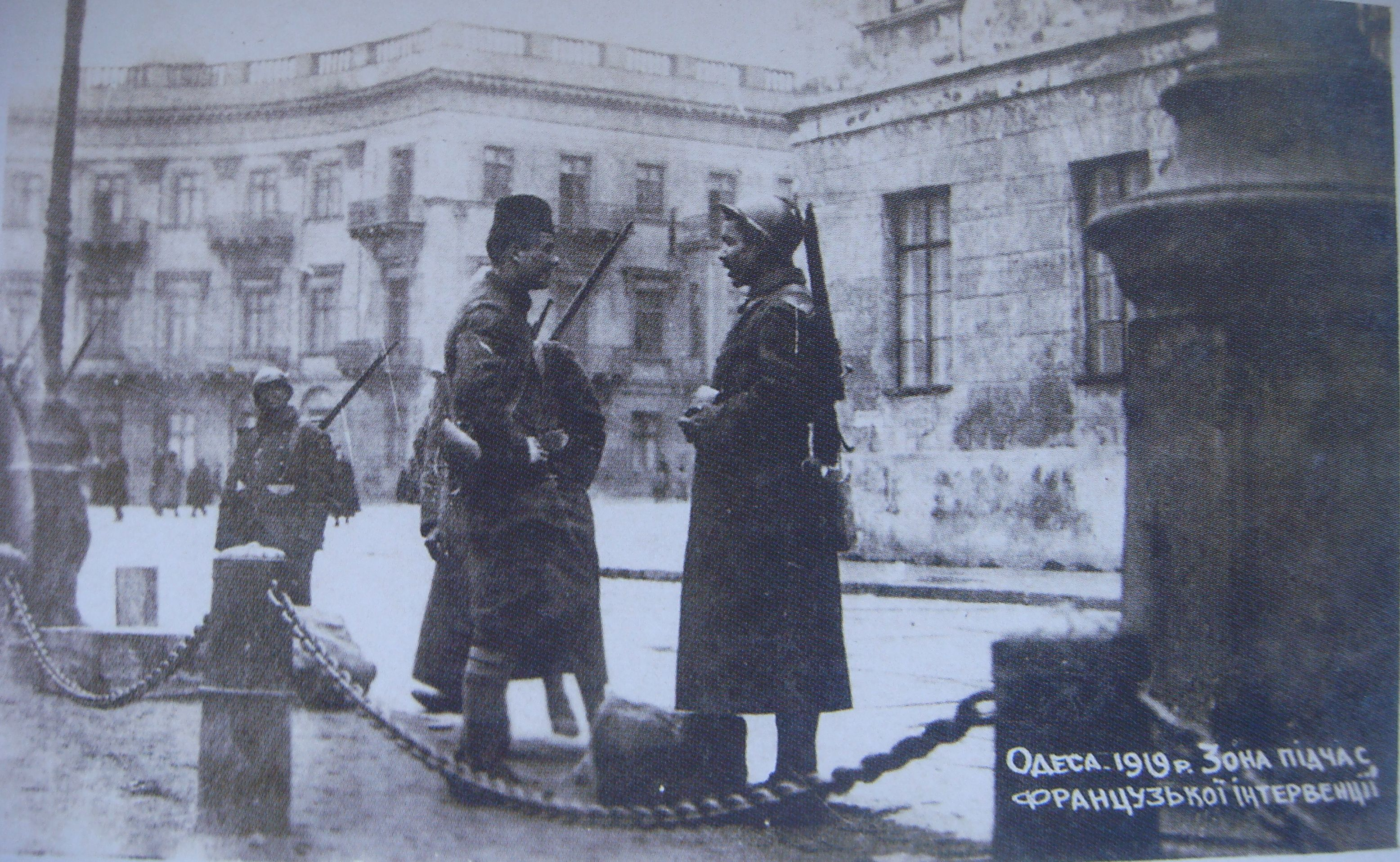
Французские патрули охраняют французскую зону Одессы, ограниченную портом и Николаевским бульваром. Зима 1918—1919 годов

К середине февраля командование Антанты располагало на Юге России двумя французскими и 1,5 греческими дивизиями, а также английскими, румынскими, сербскими и польскими частями (всего до 60 тыс. чел.), которые оккупировали Крым, а на Украине и в Бессарабии — территорию, ограниченную с севера линией Бендеры — Тирасполь — Бирзула — Колосовка — Николаев — Херсон. Войскам интервентов противостояли части армии УНР, которые, однако, не вели против них каких-либо боевых действий. При оккупации Николаева и Херсона французы оставили здесь местную власть Директории УНР, которая сосуществовала параллельно с французским комендантом и городскими думами. В районе устья Днепра войска Антанты вошли в соприкосновение с белой Добровольческой армией.
Военно-морские силы Антанты общей численностью 18 крейсеров и дредноутов, 10 миноносцев, 18 транспортных судов сосредотачивались в Севастополе, Одессе (в основном французские и греческие суда) и в Керчи (английские суда). Часть эскадры Антанты вошла в Азовское море и заняла порты Мариуполя, Бердянска, Геническа.
Тем временем боеспособность войск Антанты падала, под влиянием большевистской пропаганды росли антивоенные настроения среди солдат и матросов, которые требовали немедленного возвращения на родину. Французское командование приняло решение прекратить отправку в Россию дополнительных войск.
1 марта 1919 года советские войска Украинского фронта, занявшие к этому времени большую часть Левобережной Украины, перешли в наступление на Херсон, который в результате упорных боёв был взят 10 марта. 14 марта интервенты эвакуировались из Николаева.
В апреле французское командование было вынуждено оставить Одессу и Севастополь из-за недовольства среди матросов (которые после победы над Германией ожидали быстрой демобилизации). В результате неожиданного и несогласованного вывода французских войск генерал Деникин был вынужден, вопреки стратегическим планам, углубиться на Украину в связи с небезосновательными опасениями за свой левый фланг, которому угрожали как большевистские, так и петлюровские войска.
В сентябре 1919 года из-за возрастающего недовольства в своих войсках, поражений на фронте и волнений среди рабочих в странах-интервентах (массовые забастовки в Великобритании проходили под лозунгами «Руки прочь от России!») войска Антанты приняли решение о срочной эвакуации также с севера России. В спешном порядке в течение сентября британские войска снимались с передовых позиций и уже к 27 сентября последний британский корабль покинул Архангельск.
Вопреки общепринятому мнению, войска интервентов принимали участие в боевых действиях против Красной Армии. Самым крупным боестолкновением интервентов с Красной Армией является сражение за Кицкие Выставки на Севере России 1-10 марта 1919 года. В сражении приняло участие более 2000 американских, британских и канадских военнослужащих.

### Действия интервентов в Балтийском море
В связи с советским наступлением на Эстонию, начавшимся в ноябре 1918 года, ожесточённые столкновения с интервентами происходили в Балтийском море, где британская эскадра пыталась уничтожить Красный Балтфлот. В конце 1918 года британцами были захвачены два новейших эсминца типа «Новик» — «Автроил» и «Спартак». Британские торпедные катера дважды нападали на главную базу Балтфлота — Кронштадт. В результате первой атаки был потоплен крейсер «Олег». Во время второй атаки 18 августа 1919 года 7 британских торпедных катеров торпедировали линкор «Андрей Первозванный» и плавбазу подводных лодок «Память Азова», потеряв при атаке три катера. 31 августа 1919 года подводная лодка Красного Балтийского флота «Пантера» потопила новейший британский эскадренный миноносец «Виттория». 21 октября 1919 года на британских минах погибли три эсминца типа «Новик» — «Гавриил», «Свобода», «Константин». На минах же подорвались британские подводная лодка Л-55, крейсеры «Кассандра», «Верулам» и несколько менее крупных плавсредств.

### Интервенция в Закавказье
4 июня 1918 был заключён договор о мире и дружбе между Азербайджанской Демократической Республикой и Турцией, согласно которому Турция обязывалась «оказывать помощь вооружённой силой правительству Азербайджанской Республики, буде таковая потребуется для обеспечения порядка и безопасности в стране». Уже на следующий день турецко-азербайджанская армия начала наступление на Баку. В результате успешных действий турецко-азербайджанских войск 31 июля Бакинская коммуна сложила с себя полномочия и передала власть в восточном Азербайджане Диктатуре Центрокаспия, которая немедленно запросила помощи в обороне города у британцев. 17 августа британские войска под командованием генерала Денстервилля высадились в Баку. Несмотря на помощь Антанты, Диктатуре Центрокаспия не удалось организовать оборону города и 15 сентября турецко-азербайджанские войска вошли в Баку, где устроили резню армянского населения. Диктатура Центрокаспия была ликвидирована. Группа руководителей Бакинской коммуны (т. н. 26 бакинских комиссаров) в последний момент бежали из Баку в Красноводск, где были арестованы силами Закаспийского временного правительства и казнены.
30 октября 1918 представителями Антанты и Турции было подписано так называемое Мудросское перемирие, которое, в частности, предусматривало эвакуацию турецких войск из Закавказья и предоставление державам Антанты права оккупировать Баку и Батум.
- Азербайджанская Демократическая Республика. 17 ноября 1918 года в Баку из Ирана прибыли британские войска под командованием генерала Томсона. Британцы потребовали вывода войск АДР из столицы. С этого времени по апрель 1919 года военное министерство АДР, созданное 7 ноября, располагалось в Елизаветполе[33].
- Грузинская Демократическая Республика. В течение ноября-декабря британскими войсками были заняты стратегические пункты Закавказья — Баку, Тифлис, Батум, что позволило контролировать Закавказскую железную дорогу и поставки нефти и керосина из Баку. К концу декабря численность британских войск в Грузии достигла примерно 25 тысяч человек.

### Интервенция в Средней Азии
Осуществление своих планов в Средней Азии правительство Великобритании возложило на созданную после Февральской революции «Британскую военную миссию в Туркестане» во главе с генерал-майором У. Маллесоном в её состав вошли Р. Тиг-Джонс, Уорд, Джарвис и др. Находясь с августа 1917 в Мешхеде (Северный Иран), миссия установила связи с туркестанскими буржуазными националистами и клерикально-феодальными кругами, а также с правительствами Бухары и Хивы. После Октябрьской революции она стала главной организацией и руководящим центром всех антисоветских сил в Туркестане.
Одновременно с посылкой миссии У. Маллесона в Мешхед правительством Великобритании в Туркестан, непосредственно в Ташкент была послана миссия под руководством полковника Ф. Бейли, в состав которой входил капитан Л. Блэккер и ряд других служащих индусов по происхождению. Эта миссия была направлена в Ташкент через Кашмир, Китай (Кашгар) и далее через Ферганскую долину (Ош и Андижан).
В советской историографии выделялось три этапа британской интервенции в Средней Азии:
- 1-й (январь — июль 1918 года) — скрытое вмешательство во внутренние дела Туркестана в виде финансовой и военно-технической помощи контрреволюционным силам края;
- 2-й (август 1918 года — март 1919 года) — военное вторжение на территорию Туркестана;
- 3-й (апрель 1919 года — 1920 год) — аналогичный 1-му этапу.

### Интервенция на Дальнем Востоке и в Сибири
Иностранная интервенция на Дальнем Востоке началась 5 апреля 1918 года. В ночь с 4 на 5 апреля «неизвестные лица» совершили вооружённое нападение с целью ограбления на отделение японской торговой конторы «Исидо», расположенной во Владивостоке. В ходе этой бандитской акции злоумышленниками были убиты два японских гражданина. В этот же день со стоявших на рейде кораблей военно-морских сил Японии и Великобритании высадились две роты японских пехотинцев и полурота английской морской пехоты под предлогом защиты иностранных подданных. На следующий день десантировался отряд из 250 японских моряков, к октябрю их было 73 тысячи. Не встречая никакого сопротивления, они захватили опорные пункты города, остров Русский с его крепостными укреплениями, артиллерийскими батареями, военными складами и казармами.
К концу года общая численность иностранных войск, включая чехословацких легионеров, поднявших мятеж против советской власти и американских военнослужащих, возросла до 150 тысяч. По американским данным, на 15 сентября 1919 года интервенционистские силы Антанты на Дальнем Востоке насчитывали в своих рядах более 60 тысяч японских, 9 тысяч американских, 1500 британских, 1500 итальянских, 1100 французских и 60 тысяч чехословацких солдат и офицеров. Кроме того, имелись «белые» китайские, румынские и польские воинские части.
Начало высадки интервентов послужило сигналом белоказакам атаманов Семёнова, Калмыкова и Гамова для возобновления боевых действий. В течение короткого времени объединёнными усилиями им удалось разгромить немногочисленные силы Центросибири и Дальсовнаркома. Семёновцы, поддерживаемые японскими войсками, совместно с белочехами 1 сентября 1918 захватили Читу, отрезав всю Восточную Сибирь и Дальний Восток от европейской части России.

#### Япония и интервенция

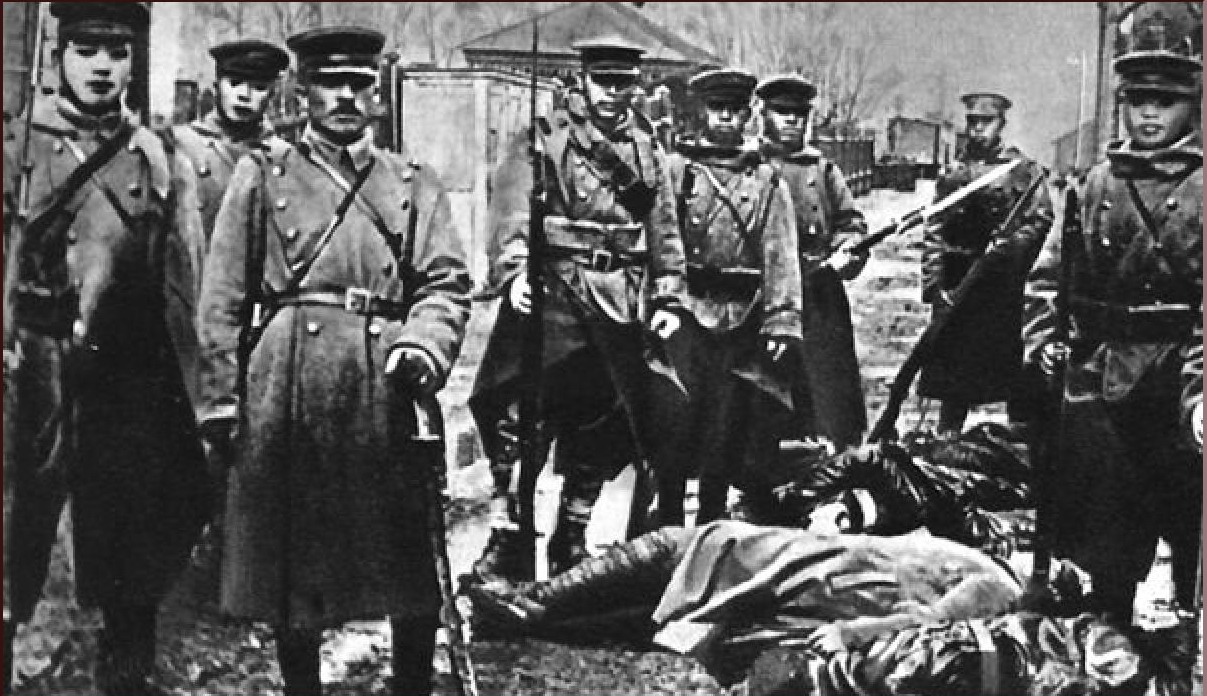
Японские войска в Приморье. 1918—1919 года.

Разведывательное отделение Главного штаба Верховного Правителя в сводке сведений от 21 марта 1919 года сообщало о мотивах внешней политики Японии, как недостаток в стране полезных ископаемых и сырья, необходимых для промышленности, и стремлении к завоеванию прочных рынков, побуждавших Японию к территориальным захватам в странах, богатых сырьем и с низким уровнем развития промышленности (Китай, российский Дальний Восток и др.).
Согласившись принять участие в борьбе с большевиками, Япония ввела войска и устремилась к захвату Сибири, интенсивно скупая крупные земельные участки, дома, копи, промышленные предприятия и открывая отделения банков для субсидирования своих предприятий. В целях беспрепятственного захвата русского Дальнего Востока Япония стала поддерживать сепаратистские настроения казачьих атаманов.
1 апреля 1919 года разведчики Верховного Правителя докладывают, что «борьба с большевизмом является удачным предлогом для пребывания японских войск на чужой территории, а поддержка атаманов позволяет Японии эксплуатировать сырьевые ресурсы». Историк Н. С. Кирмель пишет со ссылкой на РГВА, что одним из способов завоевания Японией главенствующего положения являлось ведение паназиатской пропаганды «Азия для азиатов» и стремление к расчленению России для создания в будущем «азиатского союза под японским флагом».
Неудачи армий Верховного Правителя в 1919 году оказали сильное влияние на дальнейшую японскую политику в отношении русского вопроса: 13 августа 1919 года резидент военно-статистического отделения Приамурского военного округа докладывал, что «вопрос о признании омского правительства в настоящее время в связи с успехами большевиков и непрочного положения колчаковского режима перестал быть предметом обсуждения. Политика Японии в отношении России будет изменена. Япония должна „позаботиться о том, как отнестись к большевизму, идущему на Восток“».

#### США и интервенция
В апреле 1919 года, в том числе, исходя из поступавших в Главный штаб армий Верховного Правителя донесений от военных агентов в Америке, Китае и Японии, колчаковская разведка располагала данными о том, что США, ведя борьбу с Японией на Дальнем Востоке, натравливают Китай как против Японии, так и против Белой Сибири и правительства А. В. Колчака. По мнению аналитиков белой спецслужбы, Америка с её тенденциями мирового господства представляла наибольшую опасность для России из всех помогавших Белому движению государств. В этой связи сотрудник разведотдела Главного штаба капитан Симонов предлагал «очень осторожно относиться к Америке», удалив «все лишнее с нашей территории», прежде всего Христианский союз молодых людей. Историк к.и.н. Н. С. Кирмель пишет, что данный вывод разведки вряд ли нашёл одобрение у А. В. Колчака, симпатизировавшего США.
Американское военное командование не собиралось активно участвовать и вмешиваться в гражданскую войну в России и, по существу, враждебно воспринимало политику Верховного правителя А. В. Колчака из-за его «недемократичности». В ответ на запрос японцев о помощи в подавлении большевистского восстания в тылу весной 1919 года оно заявило:
Мы не смотрим на большевиков как на врагов, так как они представляют одну из политических партий в России… действуя против них, мы стали бы вмешиваться в домашние дела России.

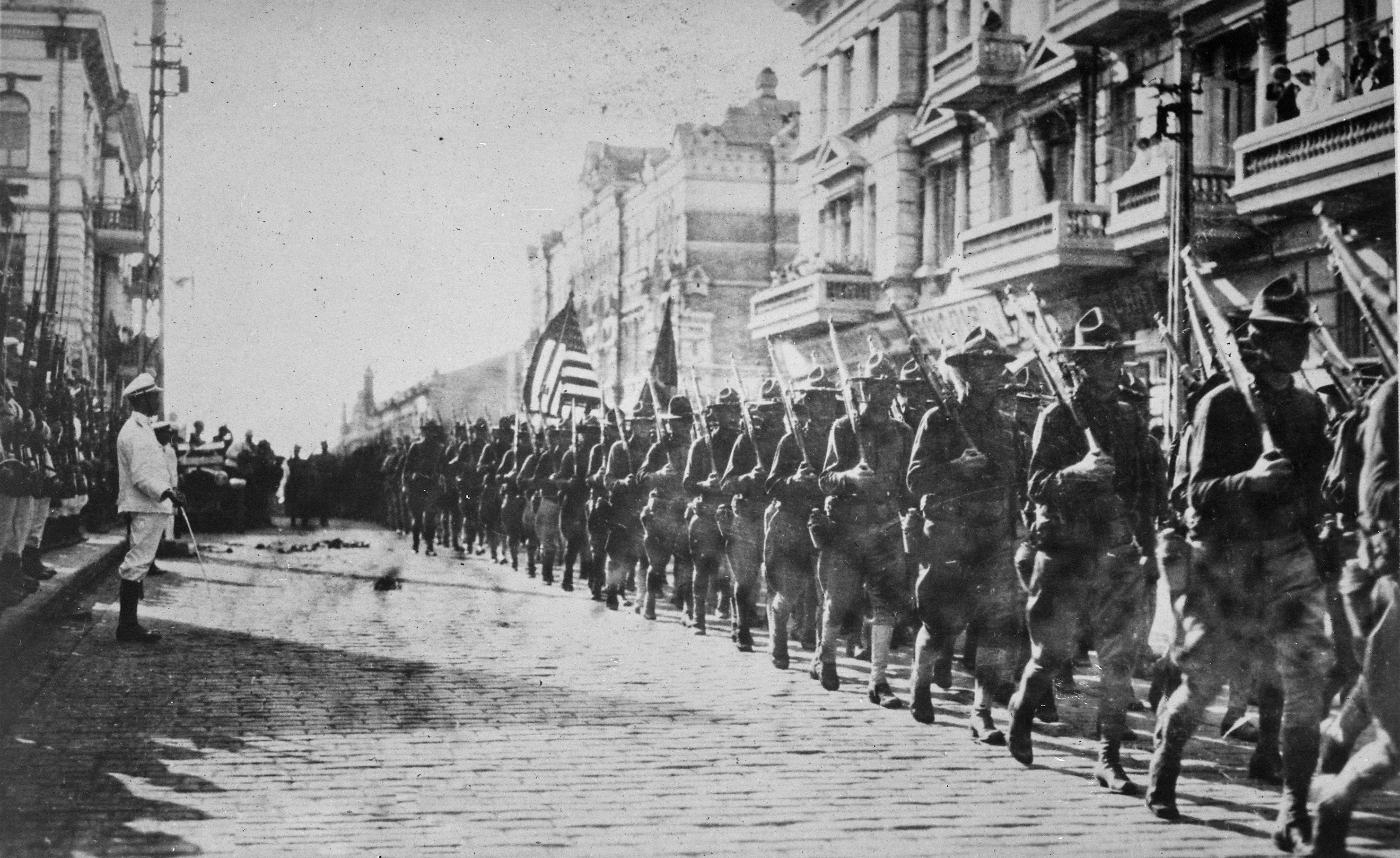
Американские войска во Владивостоке, август 1918 года

Однако 3 августа 1918 года военное министерство США отдало генералу Грейвсу приказ об интервенции в Россию и отправке во Владивосток 27-го и 31-го пехотных полков, а также добровольцев из 13-го и 62-го полков. Всего США высадили около 7950 солдат на Дальнем Востоке.
Участия в боях с Красной Армией Американские экспедиционные силы в Сибири не принимали, однако не избежали противостояния с партизанами. Самым крупным боестокновением с патизанами стала так называемая «Романовская бойня», нападение 300-от партизан Цемухинского партизанского отряда на лагерь американских войск на станции Романовка 25 июня 1919 года. В ходе боя погибло 20 американских солдат.
По неполным данным, только на содержание своих войск — без флота и помощи белым силам — США истратили свыше 25 миллионов долларов.

#### Окончание интервенции на Дальнем Востоке
В 1920 году красные разгромили белое движение в Сибири, восточнее Байкала было образовано буферное государство — Дальневосточная республика. Летом 1920 года было подписано Гонготское соглашение, в соответствии с которым японские войска эвакуировались из Забайкалья. В июне 1920 года войска США и Великобритании эвакуировались через Владивосток; единственной оставшейся в регионе иностранной силой были японцы.
В 1921 году японцы поддержали Приамурский земский край, что позволило разгромленным белым войскам укрываться и перегруппировываться под прикрытием японских частей. Однако японская активность в Приморье вызвала подозрение у США, что привело к международной изоляции Японии на Вашингтонской конференции. Дипломатическое давление, а также протесты внутри страны и огромные расходы, к которым привела Сибирская экспедиция, вынудили администрацию Като Томосабуро вывести японские войска из Приморья в октябре 1922 года.
Над островом Врангеля Советский Союз установил контроль 20 августа 1924 года.
На Северном Сахалине японские войска оставались до 15 мая 1925 года, объясняя это необходимостью предотвращения нападений на японских граждан, подобных Николаевскому инциденту. Японские войска были выведены в соответствии с соглашением, подписанным между советскими и японскими представителями в Пекине 20 января 1925 года.

### Действия спецслужб
Среди военных угроз Белому движению Н. С. Кирмель выделяет деятельность спецслужб интервентов, которые, действуя в русле внешней политики своих правительств, направленной на расчленение и ослабление России, занимались не столько сбором чисто военной информации о белогвардейских вооружённых силах, сколько изучением природных богатств и материальных ценностей России. Несмотря на то, что, с одной стороны, спецслужбы «союзников» оказывали содействие спецслужбам Белого движения в борьбе с большевиками, они также проводили и мероприятия подрывного характера против Белого движения: поддерживали сепаратистские настроения казачества и оппозиционные белым правительствам политические группировки, вели пропаганду в пользу своих стран и т. д. Особую активность проявляла американская разведка. Попытки обмена развединформацией с союзниками и официальные контакты между спецслужбами Белого движения и союзников имели, по мнению Н. С. Кирмеля, и негативные последствия для Белого движения: в ходе обмена информацией в некоторых случаях происходила раскрытие белогвардейских разведчиков перед иностранными спецслужбами, со всеми вытекающими отсюда последствиями. Белым контрразведчикам приходилось отвлекать силы от борьбы с подпольными большевистскими организациями на противодействие шпионажу, которым активно занимались союзники на подконтрольных белым армиям территориях, что в итоге облегчало работу советских спецслужб и большевистского подполья.

### Вопрос о материальной помощи, предоставленной Антантой белым армиям
Интервенты в основном ограничивались материальной поддержкой белых государственных образований, однако острый социально-экономический кризис в странах Европы существенно ограничивал возможность оказания такой помощи. Используя же Коминтерн, большевикам удалось оказать давление на правительства ряда зарубежных стран, в том числе и «революционными средствами»; поставки белым оружия и снаряжения зачастую саботировались рабочими стран Антанты и левой интеллигенцией, которые сочувствовали большевикам и требовали прекратить поддержку «реакционных режимов». А. И. Куприн писал в своих мемуарах о снабжении армии Юденича британцами: 
Британцы присылали аэропланы, но к ним прикладывали неподходящие пропеллеры; пулемёты — и к ним несоответствующие ленты; орудия — и к ним неразрывающиеся шрапнели и гранаты. Однажды они прислали 36 грузовых пароходных мест. Оказалось — фехтовальные принадлежности: рапиры, нагрудники, маски, перчатки. Спрашиваемые впоследствии британцы с бледными улыбками говорили, что во всём виноваты рабочие социалисты, которые-де не позволяют грузить материалы для борьбы, угрожающей братьям-большевикам.
Таким образом, материальная помощь, оказанная союзниками Белому движению, была гораздо скромнее масштабов, о которых писали советские историки. Что касается поддержки, то, к примеру, «Франция делила своё внимание между Вооружёнными силами Юга России, Украиной, Финляндией и Польшей, оказывая более серьёзную поддержку одной лишь Польше и, только для спасения её вступила впоследствии в более тесные сношения с командованием Юга в финальный, крымский период борьбы… В итоге мы не получили от неё реальной помощи: ни твёрдой дипломатической поддержкой, особенно важной в отношении Польши, ни кредитом, ни снабжением», — напишет позже Главнокомандующий ВСЮР генерал А. И. Деникин.

И, о чём умалчивала советская историография, эта помощь отнюдь не была бескорыстной и предоставлялась главным образом в виде товарных кредитов, выделявшихся Антантой Белому движению для оплаты поставок вооружения и снаряжения от самих же стран Антанты. При этом следует учитывать, что зарубежные поставки явно не соответствовали размерам, минимально необходимым для снабжения и вооружения войск, в связи с чем внешнеторговые учреждения как правительства генерала А. И. Деникина, так и адмирала А. В. Колчака вынуждены были закупать у иностранных фирм необходимые военные материалы, вывозя в обмен за рубеж сырьё, главным образом зерно. Антанта ставила перед Белыми правительствами вопрос о необходимости компенсации за эту помощь. Генерал Деникин свидетельствует:
Французская миссия с августа вела переговоры о «компенсациях экономического характера» взамен на снабжение военным имуществом и после присылки одного-двух транспортов с ничтожным количеством запасов… Маклаков телеграфировал из Парижа, что французское правительство «вынуждено остановить отправку боевых припасов», если мы «не примем обязательство поставить на соответствующую сумму пшеницы»
 и совершенно обоснованно заключает ниже по тексту, что «это была уже не помощь, а просто товарообмен и торговля».
Верховный Правитель России адмирал А. В. Колчак для закупок оружия, боеприпасов и обмундирования был вынужден использовать Золотой запас, депонировав его в иностранных банках. Главнокомандующий Вооружёнными силами на Юге России генерал А. И. Деникин был вынужден рассчитываться сырьевыми запасами в ущерб собственным промышленности и населению. И всё же совокупный размер поставок и закупок обеспечивал белые армии всем необходимым лишь наполовину.
Историк В. Г. Хандорин писал, что несмотря на все поставки союзников, Красная армия на всём протяжении гражданской войны превосходила белых по количеству оружия: настолько велики были запасы Российской императорской армии и настолько недостаточна союзническая помощь белым (к примеру, Деникину британцы поставили всего несколько десятков танков, хотя имели их тысячи, и после окончания Первой мировой войны такое их количество явно не требовалось). Это обстоятельство признавали наиболее честные из советских историков, например, Н. Какурин.

#### Помощь Британии

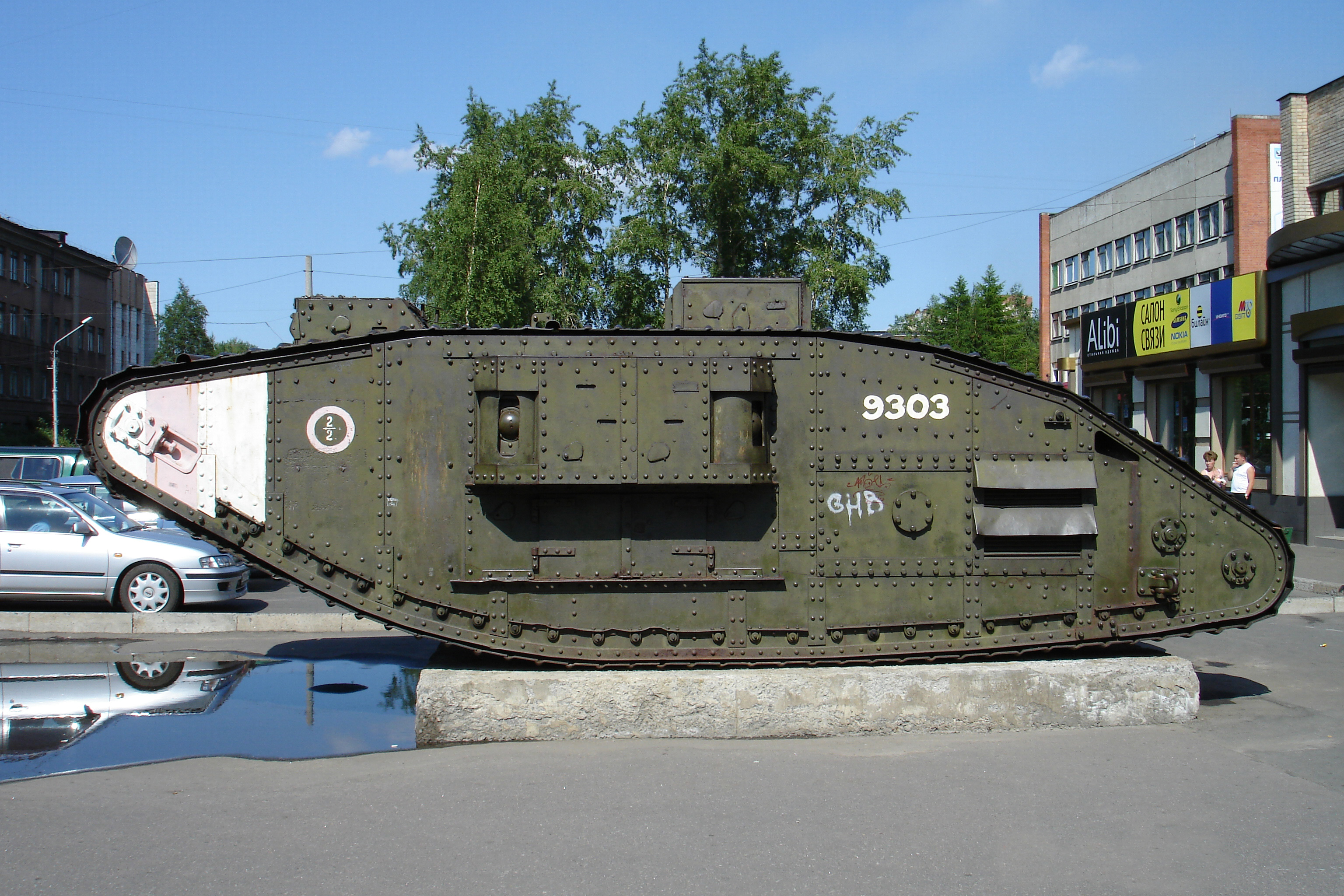
Захваченный красноармейцами британский танк Mark 5 в Архангельске

Непросто складывались отношения Белого Юга с Британией. Причиной этому являлись расхождения во взглядах на «британскую политику в российском вопросе» между военным министром Уинстоном Черчиллем и премьером Ллойд Джорджем. Это двоякое отношение Британии к Белому движению, не имевший информации, которой сегодня обладает историография о тех событиях, генерал Деникин с сожалением описывал как «две руки: одна из которых даёт, а вторая — забирает». Военный министр У. Черчилль стоял за оказание помощи Белым государственным образованиям в борьбе с большевиками. В частности, при обсуждении военного бюджета в палате общин он дал понять, что «не мы сражались в интересах Колчака и Деникина, но что Колчак и Деникин сражались в наших интересах». Информацию о том, что антибольшевистские армии были более важны для союзников, нежели сами союзники для Белого движения, белая разведка получила из открытой печати в конце 1919 года.

Однако относительно помощи Белой Сибири генерал Н. С. Батюшин приводит, со ссылкой на британскую печать, слова того самого британского военного министра Уинстона Черчилля:
Эти посылаемые [адмиралу А. В. Колчаку] снаряды являются избытком запаса британской армии; продать этот избыток на рынке нельзя; если же хранить снаряды в Британии, то парламенту придётся ассигновать деньги на постройку сараев и нанимать присмотрщиков за хранением, а потому такая посылка снарядов не может считаться убыточной для британской нации
Д. В. Лехович — биограф А. И. Деникина — пишет:
Ллойд Джордж лавировал между помощью Белому движению, желанием торговать с советским правительством и стремлением поддерживать самостоятельность мелких государств, возникших на окраинах бывшей Российской империи. Он открыто высказывался за раздробление России. Двойственность британской политики, расхождения во взглядах между Черчиллем и Ллойд Джорджем, с одной стороны — русофильство, с другой — русофобство, отсутствие ясно продуманной программы действий — всё это приводило Деникина в полное уныние. И однажды с присущей ему откровенностью он спросил британцев, «в каком качестве они пришли на Кавказ — в качестве или друзей, или врагов?»
Для лидеров Белого движения и без донесений разведки не являлась секретом союзническая политика «двойных стандартов». Спецслужбы лишь подтверждали то, что поступало по другим каналам. «Для уяснения истинных причин помощи противобольшевистским армиям со стороны наших союзников не надо было даже иметь дорогостоящей тайной агентуры, а лишь только систематически читать иностранные газеты», — резюмировал генерал-майор Н. С. Батюшин.
Антанта и её союзники в отношении Белых войск вели отнюдь не бескорыстную политику, но политику своекорыстную, причём принцип морального обязательства союзнической помощи самими союзниками постепенно выводился за скобки отношений с белогвардейцами. Так британский премьер-министр Ллойд Джордж вскоре после неудавшейся попытки (в интересах Британии) усадить белых и красных за стол переговоров на Принцевых островах, высказывался в следующем ключе:

Целесообразность содействия адм. Колчаку и ген. Деникину является тем более вопросом спорным, что они «борются за Единую Россию»… Не мне указывать, соответствует ли этот лозунг политике Великобритании… Один из наших великих людей, лорд Биконсфильд, видел в огромной, могучей и великой России, катящейся подобно глетчеру по направлению к Персии, Афганистану и Индии, самую грозную опасность для Великобританской империи…— Из отчётов о заседаниях английского парламента 8 и 17 ноября (н. ст.)
Британия, после провала белыми идеи союзников о создании «двух маленьких Россий», исходя из её целей должна была сделать окончательный выбор в пользу одной из сторон конфликта. Некоторые историки считают, что Британия была более заинтересована в победе готовых идти на всевозможные уступки и компромиссы ради удержания собственной власти большевиков, нежели упрямо повторявших «Мы Россией не торгуем» белых вождей и именно поэтому по словам генерала Деникина произошёл «окончательный отказ от борьбы и от помощи противобольшевицким силам в самый трудный для нас момент».

#### Плата за материальную и политическую поддержку российской армии Антантой
За свою материальную и политическую поддержку союзники поставили перед лидерами Белого движения условия:
1. Признать независимость вновь образованных государств на окраинах империи;
2. Провести ряд демократических реформ.

Однако, несмотря на оказываемое на них странами Антанты давление, Белые вожди отказывались идти на уступки, противоречащие интересам России. Это осложнило взаимоотношения между военно-политическим руководством белых сил и интервентами. Как свидетельствует в своих мемуарах А. И. Деникин:
Из Парижа нам писали часто: помощь союзников недостаточна потому, что борьба Юга и Востока непопулярна среди европейских демократий; что для приобретения их симпатий необходимо сказать два слова: Республика и Федерация. Этих слов мы не сказали.
Бескомпромиссная позиция лидеров Белого движения по восстановлению «Единой и неделимой России» вступала в острое противоречие с планами союзников по её расчленению, обрекавшими на неуспех работу российских дипломатических представителей, которые пытались отстаивать национальные интересы за рубежом.
Как утверждает историк Н. С. Кирмель, что нежелание лидеров Белого движения идти на уступки в вопросе признания независимости новых государств, уклонение от обещаний провести демократические преобразования — в соответствии с их установкой «Учредительное Собрание после победы над большевиками решает судьбу России» — постепенно привело Белое движение к международной изоляции (ни одно антибольшевистское правительство не было де-юре признано союзниками) и лишило материальной поддержки из-за рубежа, без которой судьба Белого движения, базировавшегося (в отличие от центрального расположения базы большевиков с доставшимися им всеми военными заводами и складами бывшей российской императорской армии) на окраинах империи и не располагавшего собственной материальной и производственной базой, была предрешена.

## Итоги интервенции Антанты и её союзников
Летом 1919 года 12 тысяч британских, американских и французских войск, находившихся в Архангельске и Мурманске, были эвакуированы. К 1920 году большая часть интервентов покинула территорию РСФСР. На Дальнем Востоке они продержались до 1922 года. Последними освобождёнными от интервентов районами СССР стали остров Врангеля (20 августа 1924) и Северный Сахалин (15 мая 1925).
Западные правительства смогли подавить революционные выступления в собственных странах, однако они не могли помешать косвенной поддержке большевизма, которая выражалась в массовых выступлениях иностранных трудящихся под лозунгом «Руки прочь от Советской России». Международная поддержка большевиков стала существенным фактором, подорвавшим единство действий стран Антанты и ослабившим силу военного натиска на Советскую Россию. Немаловажным фактором был и экономический: вывести страны Европы из последовавшего за Первой мировой войной экономического кризиса и социальной напряжённости можно было лишь при условии восстановления традиционных экономических связей с Россией, иначе Европе угрожала финансовая и сырьевая зависимость от США. В такой ситуации в январе 1920 года по инициативе Великобритании и Италии Верховный совет Антанты принял решение о снятии блокады и возобновлении торговли с «населением России».
Большевики, использовавшие в свою пользу существовавшие в антантовском блоке противоречия, сумели помешать антисоветским силам организовать наступление общим фронтом. А с признанием странами Антанты РСФСР белогвардейские государственные образования лишились серьёзной политической и военной поддержки, что сказалось на общем итоге Гражданской войны в России.
Лидеры Белого движения фактически находились в безвыходном положении относительно вопроса о принятии или непринятии помощи «союзников»: разрушенная экономика, требовавшая огромных финансовых затрат; базирование всех без исключения белогвардейских государственных образований на окраинах империи непременно с тылом в море, не располагавших промышленной и материальной базой — в отличие от положения большевиков, базирующихся в центре страны с его заводами и военными складами времён Первой мировой войны. Не имея возможности обойтись собственными силами, они были вынуждены поставить себя в стратегическую зависимость от интервентов, которые, как пишет Н. С. Кирмель, солидаризируясь в этом вопросе с Н. А. Нарочницкой, в тяжёлый момент предали Белое движение.
Немаловажным фактором, умело использованным большевиками против Белого движения в пропагандистской борьбе, было само присутствие на территории России ограниченных контингентов иностранных войск, не желавших, ко всему прочему, вступать в борьбу с Красной армией, и приносивших поэтому фактом своего присутствия Белому движению не столько пользы, сколько вреда, так как лишь дискредитировали антисоветские правительства среди народных масс и давали Советам мощный пропагандистский козырь. Большевистские агитаторы представляли белогвардейцев как ставленников мировой буржуазии, торгующих национальными интересами и природными богатствами, а свою борьбу — патриотической и справедливой:

«Врангель живёт и действует милостью англо-французских капиталистов, которые для экономического закабаления русского народа готовы пользоваться и чехо-словацким корпусом, и дивизиями из чернокожих, и армией Врангеля.
Каковы бы ни были ваши первоначальные намерения, вы являетесь сейчас не чем иным, как наемным войском на службе биржевого капитала и вспомогательным отрядом кровожадной и хищной польской шляхты, ненавидящей трудовой русский народ».
«К офицерам армии барона Врангеля (Воззвание)».
Газета «Правда», № 202, 12 сентября 1920 года. Воззвание подписали: М. И. Калинин, В. И. Ленин, Л. Д. Троцкий, С. С. Каменев, А. А. Брусилов.

## Роль иностранной интервенции вГражданской войне в России
Существуют различные оценки роли иностранной интервенции в Гражданской войне в России. Основной их общей чертой является признание того факта, что интервенты преследовали собственные интересы, а не интересы антибольшевистских сил. И Антанта, и Центральные державы стремились к выведению из-под юрисдикции центральной российской власти национальных окраин под властью марионеточных правительств (что противоречило интересам как красных, так и белых), при этом их интересы часто сталкивались. Так, например, до окончания Первой Мировой войны Франция и Германия одновременно претендовали на Украину и Крым, соответственно Британия и Османская империя — на Кавказ (США противодействовали попыткам Японии аннексировать российский Дальний Восток).
Оба воюющих блока продолжали рассматривать Россию как один из театров военных действий продолжающейся мировой войны (в которой Россия была членом Антанты, а с марта 1918 года находилась в состоянии мира с Германией и её союзниками), что являлось причиной как сохранения значительного военного присутствия в России германских сил и их союзников, так и создания военного присутствия войск Антанты.

Полковник Штольценберг, представитель верховного командования при штабе киевской группы германских войск, писал:
Имеющиеся в наличии войска недостаточны как по своему личному составу, так и по вооружению. Для продолжения операции необходимы дополнительные части.
Гинденбург писал в своих воспоминаниях:
Мы и теперь, конечно, не могли отвести все наши боеспособные силы с Востока… Уже одно желание установить барьер между большевистскими властями и освобождёнными нами землями требовало оставления на Востоке сильных немецких военных частей.
Само начало Гражданской войны часто объясняется восстанием чехословацкого корпуса — бывших солдат австро-венгерской армии, перешедших на сторону России и эвакуируемых во Францию через Владивосток. Кроме того, присутствие интервентов в тылах у белых армий и их контроль за внутриполитической обстановкой там (при рассмотрении иностранная интервенция часто сводится к интервенции Антанты) считается причиной, по которой Гражданская война продолжалась довольно долгое время.

Командир Первой дивизии Чехословацкого корпуса Станислав Чечек отдал приказ, в котором особенно подчеркнул следующее:
Наш отряд определен как предшественник союзнических сил, и инструкции, получаемые из штаба, имеют единственную цель — построить антинемецкий фронт в России в союзе с целым русским народом и нашими союзниками.

Подданный британской короны, военный министр Уинстон Черчилль был более категоричен:
Было бы ошибочно думать, что в течение всего этого года мы сражались на фронтах за дело враждебных большевикам русских. Напротив того, русские белогвардейцы сражались за наше дело. Эта истина станет неприятно чувствительной с того момента, как белые армии будут уничтожены, и большевики установят своё господство на всём протяжении необъятной Российской империи.
По мнению историка И. Ратьковского значителен был вклад интервентов в белый террор. Созданное в 1924 году «Общество содействия жертвам интервенции» собрало к 1 июля 1927 года свыше 1 млн 300 тысяч заявлений от советских граждан, зафиксировавших 111 тысяч 730 убийств и смертей, в том числе 71 тысяча 704 по сельскому и 40 тысяч 26 по городскому населению, ответственность по которым несли интервенты. Данные цифры включают как боевые, так и небоевые потери.

## Фотографии и плакаты

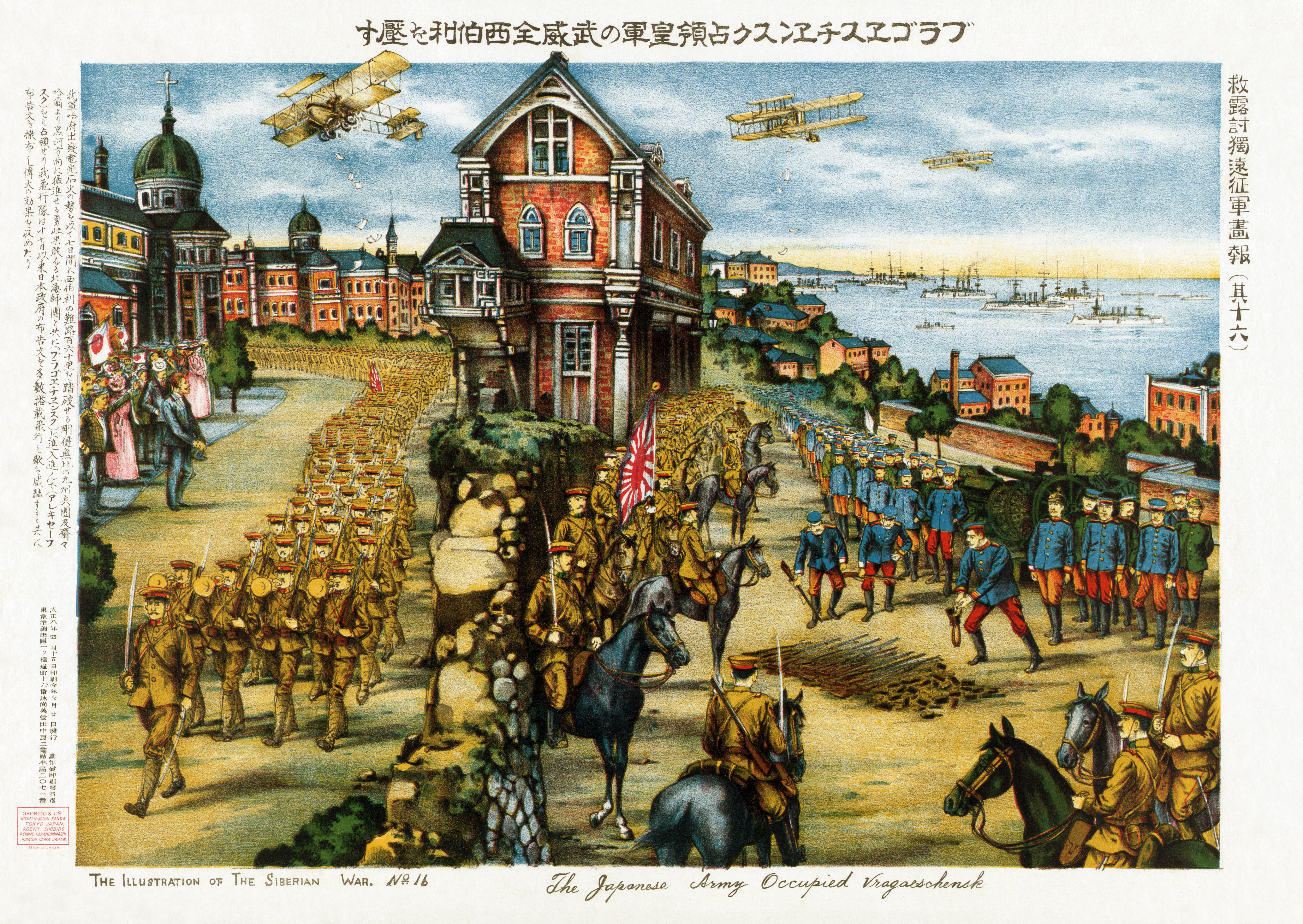
Плакат японской пропаганды, изображающий захват Благовещенска японскими войсками
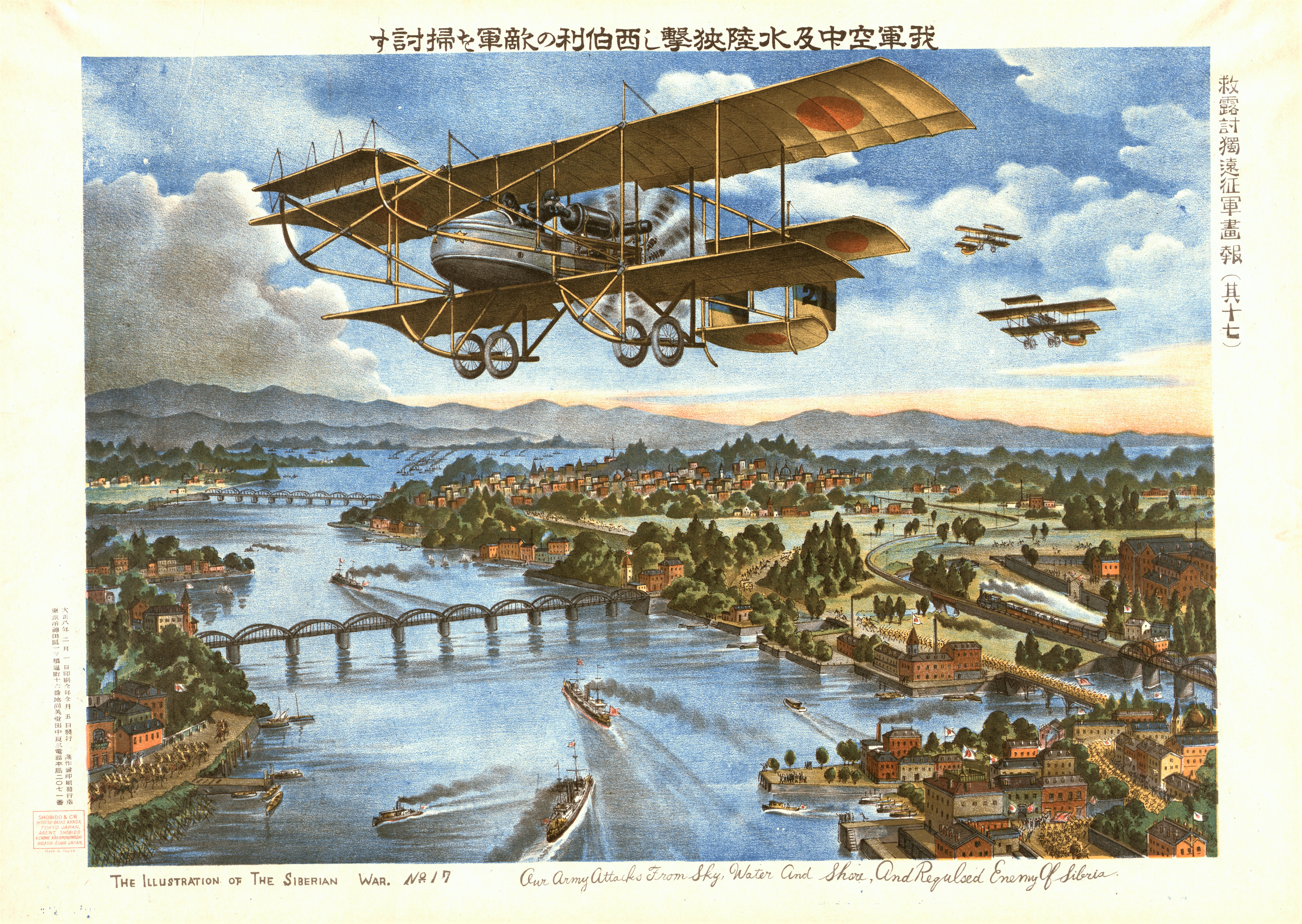
Плакат японской пропаганды, изображающий захват Хабаровска японскими войсками.
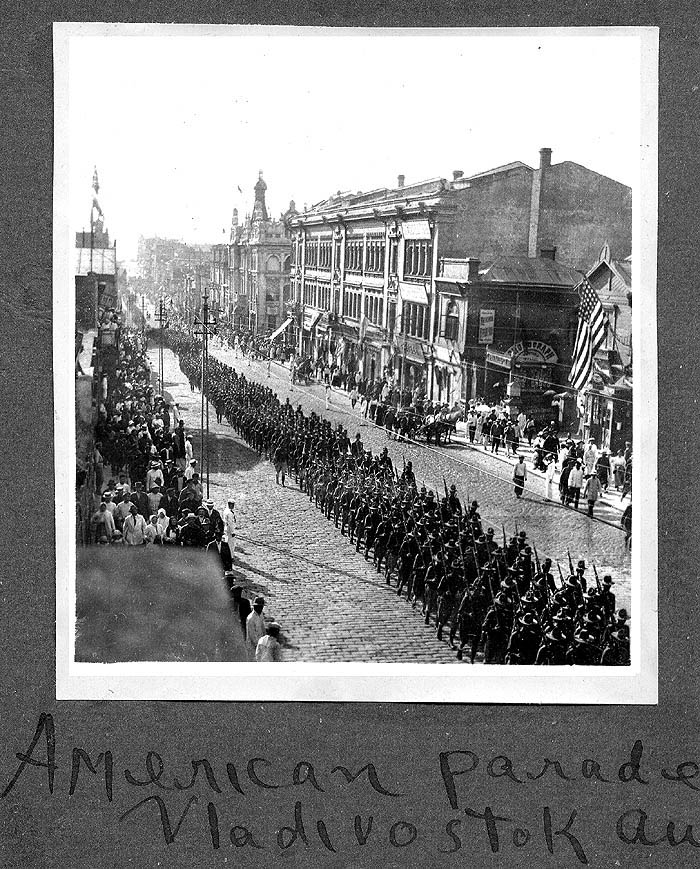
Американские войска во Владивостоке, 1918 год.
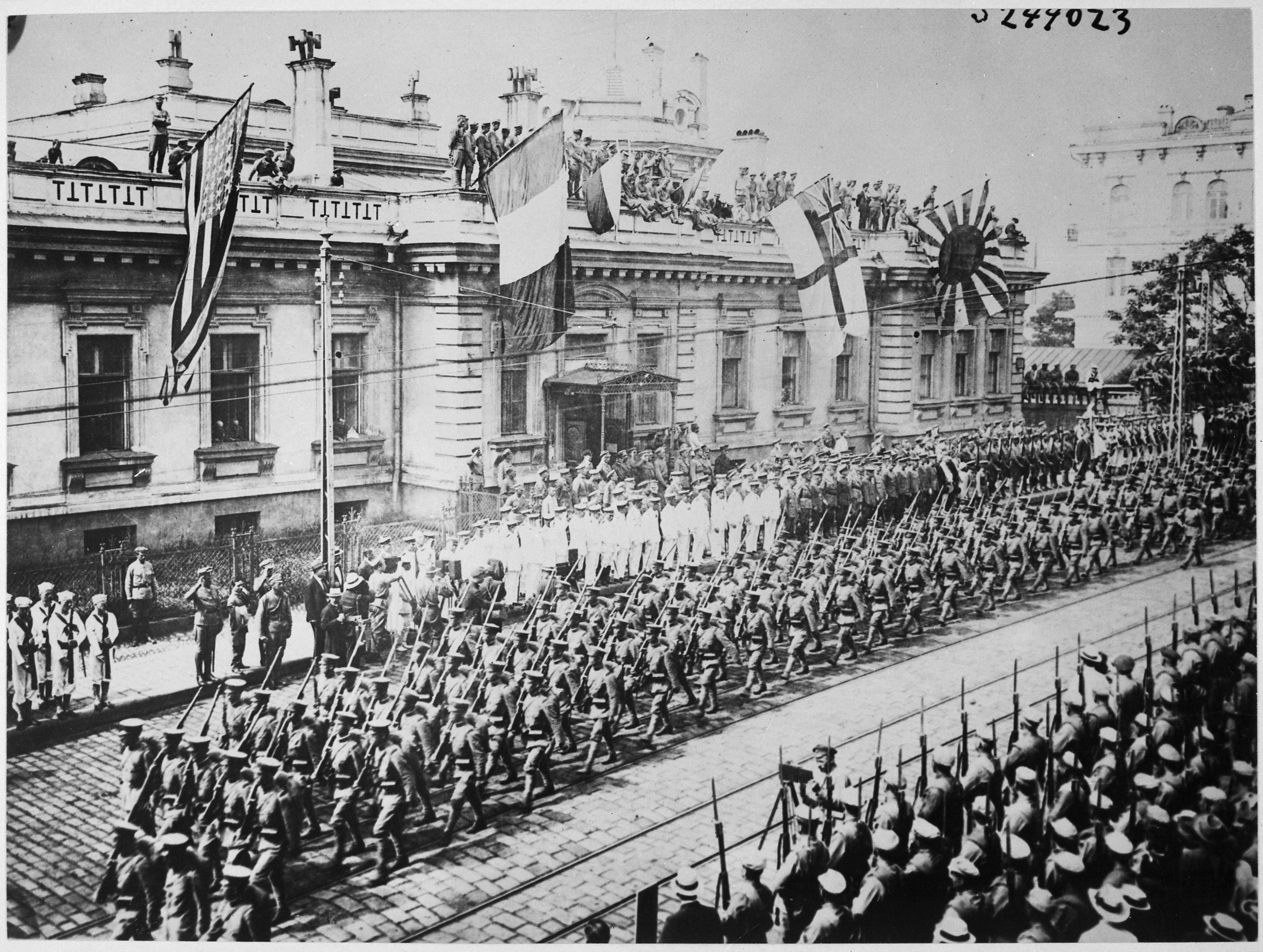
Парад интервентов во Владивостоке, 1918 год.
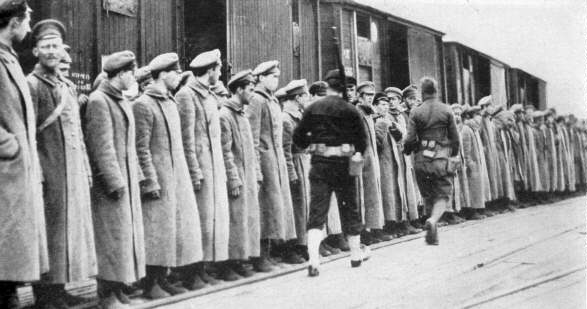
Военнопленные красноармейцы под охраной войск США в Архангельске, 1918 год.
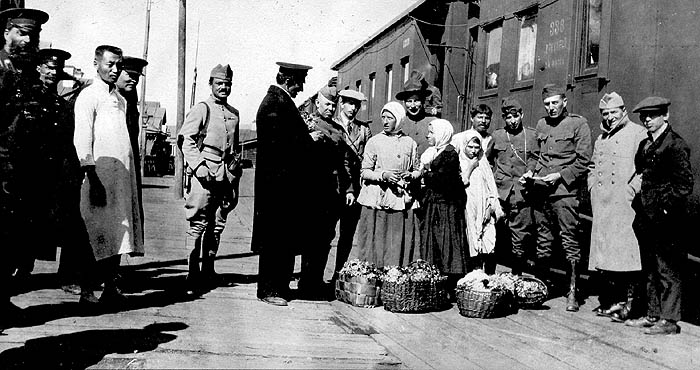
Торговцы у поезда с американскими военнослужащими.
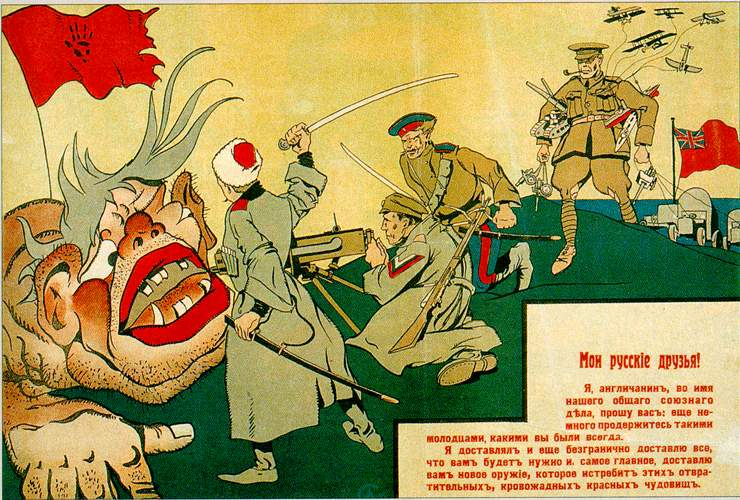
Британский русскоязычный плакат.
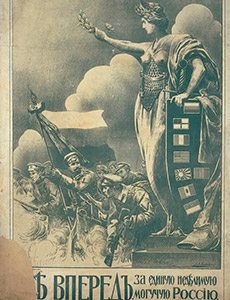
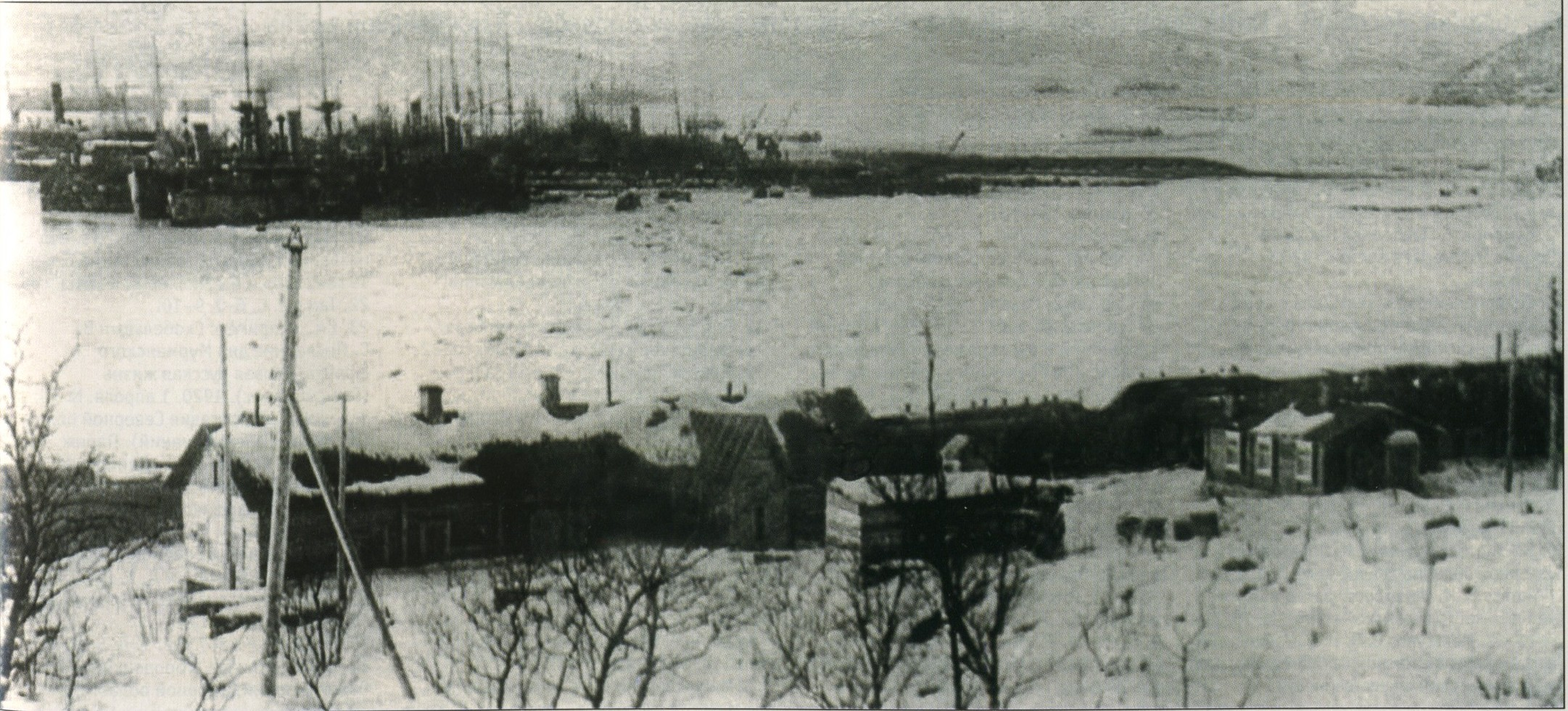
Английская эскадра на Мурманском рейде, 1918 год.
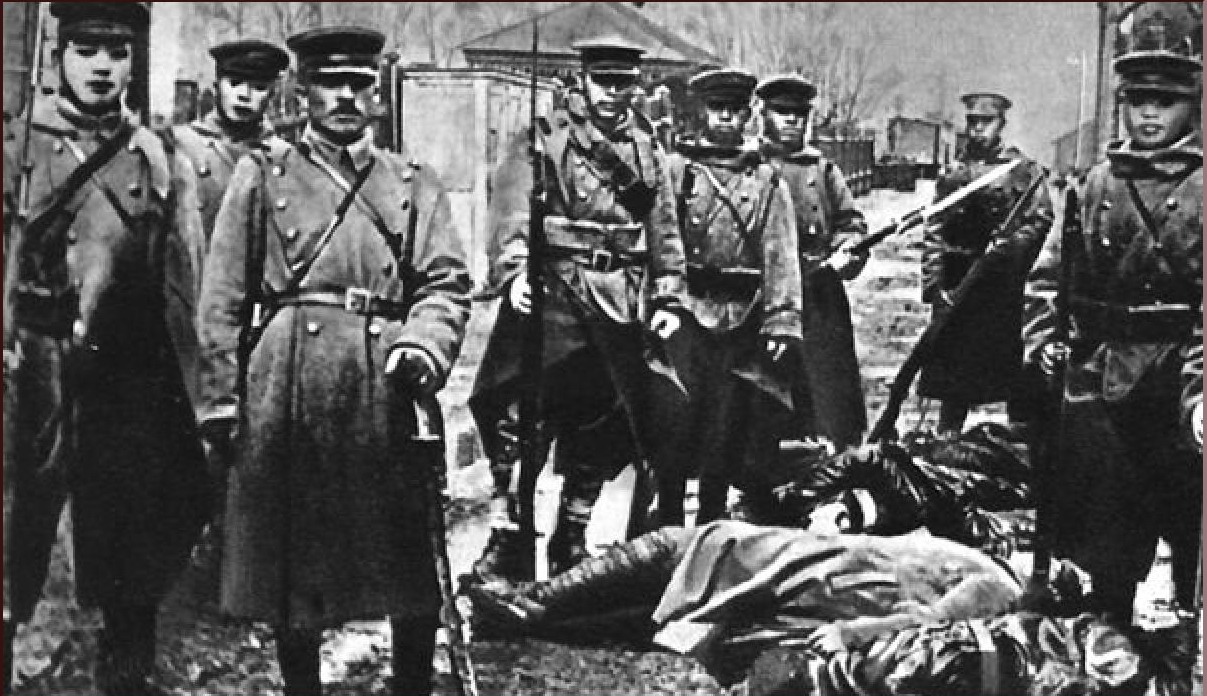
Японские войска в Приморье.
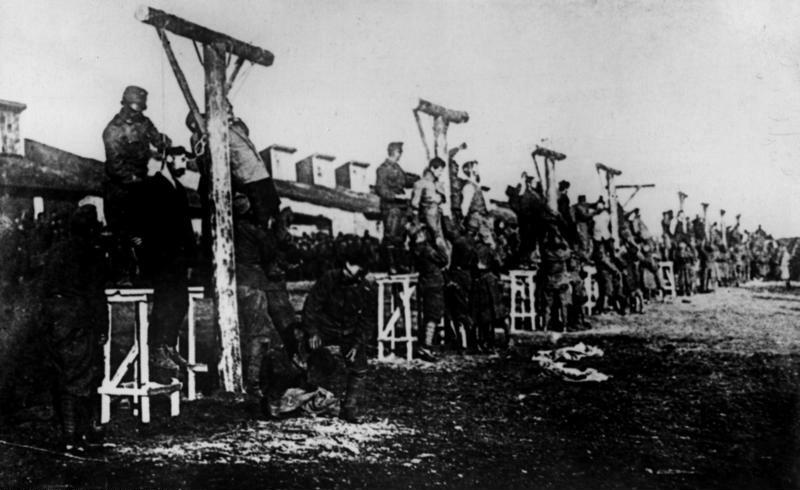
Казнь австро-германскими оккупационными войсками пленных рабочих. Екатеринослав, 1918 год